# Dấu câu
Dấu câu, còn có tên gọi khác là dấu chấm (nay dùng để chỉ dấu "."), dấu chấm câu, là cách sử dụng khoảng trắng, các ký hiệu quy ước và các thiết bị đánh máy nào đó để hỗ trợ việc đọc (đọc lớn hoặc đọc thầm) và hiểu đúng các đoạn văn bản in ấn hoặc viết tay. 
Một khái niệm khác định nghĩa: "Dấu câu là một thói quen, hành động hay hệ thống của việc chèn các điểm và các ký hiệu nhỏ khác vào các đoạn văn bản, để hỗ trợ sự diễn dịch, phân chia văn bản thành các câu, mệnh đề,... bằng các dấu câu, chẳng hạn như dấu chấm."
Trong văn viết, dấu câu rất quan trọng để phân biệt ý nghĩa của câu. Mỗi ngôn ngữ có quy tắc về cách đặt dấu câu khác nhau. Các tác giả có thể sử dụng các phương án đặt dấu câu khác nhau để giúp bài đọc được hay hơn và với ý nghĩa châm biếm khác nhau.

## Lịch sử
Các hệ thống chữ viết đầu tiên là từ phù hoặc âm tiết - chẳng hạn như tiếng Trung và Hệ chữ Maya - không nhất thiết phải có dấu câu, đặc biệt là dấu cách. Nguyên do là toàn bộ hình vị hoặc từ thường được gom nhóm lại thành một ký tự đơn nhất, vì vậy dấu cách không giúp ích cho việc phân biệt từ. Khi giao tiếp, chỉ cần ngắt quãng câu hoặc nhấn mạnh mà không cần dấu câu, cũng đã có thể phân tách từng vùng của câu thành một cụm có nghĩa để người nghe hiểu.
Các văn bản cổ của Trung Hoa xưa hiện còn lưu truyền không cần dấu chấm câu. Tuy nhiên, nhiều văn bản khắc trên tre thời Chiến Quốc có chứa các ký hiệu ⟨└⟩ (cho biết cuối chương) và ⟨▄⟩ (cho biết dấu chấm). Đến triều đại nhà Tống, việc các học giả thêm dấu câu vào văn bản để dễ hiểu hơn đã trở nên phổ biến.
Bảng chữ cái viết tay sớm nhất là tiếng Phoenicia, tiếng Do Thái và những tiếng khác cùng họ ngôn ngữ, không có viết hoa, không có dấu cách, không có nguyên âm (xem abjad) và ít dấu câu. Việc này có hiệu quả miễn là chủ đề được giới hạn trong một phạm vi nhất định (ví dụ: văn bản được sử dụng để ghi lại các giao dịch).
Mesha Stele được xem là tài liệu cổ nhất sử dụng dấu câu (thế kỷ IX TCN).

### Văn cổ phương Tây
Hầu hết các văn bản vẫn được viết bằng scriptura continua, tức là không có bất kỳ sự phân tách nào giữa các từ. Tuy nhiên, người Hy Lạp đôi lúc sử dụng các dấu câu bao gồm các dấu chấm được xếp theo chiều dọc — thường là hai (dicolon) hoặc ba (tricolon) — vào khoảng thế kỷ V TCN để hỗ trợ trong việc chuyển tải văn bản bằng miệng. Các nhà viết kịch người Hy Lạp như Euripides và Aristophanes đã sử dụng ký hiệu để phân biệt phần cuối của các cụm từ trong kịch viết (cơ bản để giúp diễn viên biết khi nào nên ngắt câu). Sau năm 200 trước Công nguyên, người Hy Lạp sử dụng hệ thống của soạn giả Aristophanes thành Byzantium (được gọi là théseis) - một dấu chấm đơn tên (punctus):
- hypostigmḗ – punctus thấp để đánh dấu một komma (đơn vị nhỏ hơn mệnh đề);
- stigmḕ mésē – punctus trung để đánh dấu một (kōlon);
- stigmḕ teleía – punctus cao để đánh dấu một câu (periodos).[8]

Ngoài ra, người Hy Lạp đã sử dụng ký hiệu paragraphos (hoặc gamma) để đánh dấu phần đầu câu, diple để biểu thị phần trích dẫn và koronis để biểu thị phần cuối của các đoạn.
Người La Mã (khoảng thế kỷ I TCN) cũng thỉnh thoảng sử dụng các ký hiệu này, trong khi đó théseis của người Hy Lạp - dưới tên gọi distinctiones ' - đã thịnh hành vào thế kỷ IV sau Công nguyên theo bản viết của Aelius Donatus và Isiđôrô (thế kỷ VII). Ngoài ra, đôi khi các văn bản có dấu per capitula, khi mỗi câu xuống dòng. Diple cũng được sử dụng, nhưng sau này nó bị biến thành dấu phẩy.

### Thời Trung cổ
Số lượng dấu câu phát triển đáng kể khi số lượng lớn các bản sao của Kinh thánh bắt đầu được sản xuất. Chúng được thiết kế để đọc, vì vậy người chép lại các tài liệu bắt đầu cho ra đời một loạt các ký hiệu dấu để hỗ trợ người đọc, bao gồm thụt đầu dòng, các dấu câu khác như: diple, paragraphos, simplex ductus ..., và phiên bản sơ khai của các chữ in hoa (litterae notabiliores). Jerome và các đồng nghiệp của ông - những người đã dịch Kinh thánh sang tiếng Latinh, Vulgate (khoảng năm 400 sau Công nguyên), đã sử dụng một hệ thống bố cục mới cho bài phát biểu của Demosthenes và Cicero. Theo bố cục per cola et commata, mọi đoạn văn đều thụt lề vào. Bố cục này chỉ được sử dụng cho các bản thảo Kinh thánh trong suốt thế kỷ V-IX nhưng không còn xài khi dấu chấm câu xuất hiện.
Trong các thế kỷ VII-VIII, người Ireland và người Anglo-Saxon, đây là dân tộc mà tiếng mẹ đẻ không bắt nguồn từ tiếng Latinh, đã thêm nhiều ký hiệu hơn để văn bản dễ hiểu hơn. Các nhà ghi chép lại văn bản người Ireland đã giới thiệu phương pháp tách từ. Phổ biến nhất là punctus (ký hiệu kiểu dấu phẩy) và dấu 7 hình (comma positura), thường được sử dụng nối kết câu.
Vào cuối thế kỷ VIII, một hệ thống khác đã xuất hiện ở Pháp dưới Vương triều Caroling. Ban đầu để chỉ chỗ giọng nói điều biến khi tụng phụng vụ, positurae có trong các văn bản có nghĩa là để đọc to, rồi có mặt trên tất cả các bản thảo viết tay. Positurae du nhập vào Anh lần đầu tiên vào cuối thế kỷ X, có thể là trong phong trào cải cách Benedictine, nhưng không được chấp thuận sử dụng cho đến sau khi Norman xâm lược. Positurae đầu tiên bao gồm punctus, punctus elevatus, punctus versus, và punctus interrogativus; còn ký hiệu thứ 5, punctus flexus được sử dụng vào thế kỷ X để biểu thị việc ngắt câu giữa punctus và punctus elevatus. Vào cuối thế kỷ XI, đầu thế kỷ XII, punctus versus biến mất và được thay thế bởi ký hiệu punctus đơn giản.
Cuối thời Trung cổ có một ký hiệu mới là virgula suspensiva (gạch chéo hoặc gạch chéo với một dấu chấm ở giữa), thường được sử dụng cùng với punctus.

### Thời kỳ báo in
Số lượng tài liệu in và độc giả bắt đầu tăng lên sau khi phương pháp in "movable" ra đời ở châu Âu vào những năm 1450. Theo giải thích của nhà văn kiêm biên tập viên Lynne Truss: "Sự gia tăng việc in ấn trong thế kỷ XIV và XV nhất thiết phải có một hệ thống dấu câu tiêu chuẩn." Sách in có các chữ cái kích thước như nhau, có thể đọc nhanh hơn nhiều so với các bản viết tay. Đọc nhanh hoặc đọc to không có thời gian để phân tích cấu trúc câu. Với tốc độ này dẫn đến việc sử dụng nhiều hơn và cuối cùng là tiêu chuẩn hóa dấu câu.
Sự ra đời của một hệ thống dấu câu tiêu chuẩn cũng được cho là nhờ nhà in người Venice Aldus Manutius và cháu trai của ông. Họ đã phổ biến phương pháp kết câu bằng dấu hai chấm hoặc dấu chấm, phát minh ra dấu chấm phẩy, thỉnh thoảng sử dụng ngoặc đơn và tạo ra dấu phẩy hiện đại. Đến năm 1566, Aldus Manutius the Younger đã có thể tuyên bố rằng đối tượng chính của dấu câu là phân loại cú pháp.
Đến thế kỷ XIX, dấu câu ở phương Tây đã phát triển "để phân loại các dấu theo thứ bậc, về trọng lượng âm".
Việc tiêu chuẩn hóa dấu câu bắt đầu khi phát minh ra máy in. Trong sách hướng dẫn về typography (kiểu chữ) vào thế kỷ XIX, Thomas MacKellar viết:
Ngay sau khi phát minh việc in ấn, sự cần thiết của việc kết hoặc ngắt câu để người đọc hiểu đã tạo ra dấu hai chấm và dấu chấm. Theo thời gian, dấu phẩy đã được thêm vào, khi đó nó chỉ đơn thuần là một đường vuông góc. Ba dấu này là những dấu duy nhất và đầu tiên được sử dụng cho đến cuối thế kỷ XV, khi Aldo Manuccio đưa ra hình dạng đẹp hơn cho dấu phẩy, và ngoài ra thêm dấu chấm phẩy; dấu phẩy biểu thị khoảng dừng ngắn nhất, tiếp theo là dấu chấm phẩy, sau đó là dấu hai chấm và kết thúc câu bằng dấu chấm.

### Máy đánh chữ và giao tiếp điện tử
Sự ra đời của máy điện báo với bộ mã hạn chế và máy đánh chữ với một số phím hạn chế ảnh hưởng đến dấu câu. Ví dụ: dấu ngoặc kép và dấu viết lược đều được thu gọn thành hai ký tự (' và "). Dấu gạch nối, dấu trừ và dấu gạch ngang có độ rộng khác nhau đã được thu gọn thành một ký tự duy nhất (-), đôi khi được xài lại để biểu thị một dấu gạch ngang dài. Dấu cách có độ rộng khác nhau ở các máy sắp chữ chuyên nghiệp đã được thay thế bằng độ rộng giữa các ký tự với kiểu chữ monospace. Trong một số bàn phím máy đánh chữ không có dấu chấm than (!) nên vì thế sử dụng phương pháp Đánh chữ chồng qua phím dấu nháy lược và phím dấu chấm; mã Morse ban đầu không có dấu chấm than.
Những đơn giản hóa này đã được tiếp chuyển sang cách viết kỹ thuật số với máy điện báo ghi chữ và bộ ký tự ASCII về cơ bản hỗ trợ các ký tự giống như máy đánh chữ. (Hiện nay khuyến khích không nên có 2 khoảng trắng và một số công cụ viết điện tử, bao gồm cả phần mềm của Wikipedia, tự động chuyển khoảng trắng đôi thành đơn). Mặc dù các bộ ký tự như Unicode hỗ trợ dấu câu phổ biến rộng rãi, các tin nhắn văn bản có xu hướng sử dụng kiểu dấu câu ASCII đơn giản với việc bổ sung các ký tự như emoji.
Trong kỷ nguyên máy tính, các ký tự dấu câu được tái thiết để sử dụng trong ngôn ngữ lập trình và URL. Do được sử dụng trong email và Twitter, a còng (@) đã từ một ký tự ít người biết đến thành một ký tự rất phổ biến được sử dụng phổ biến cho định tuyến kỹ thuật.

## Các ngôn ngữ
Dấu chấm câu không được sử dụng trong tiếng Trung, tiếng Nhật, tiếng Hàn và tiếng Việt hệ chữ Nôm cho đến dấu chấm câu từ phương Tây du nhập vào cuối thế kỷ XIX và đầu thế kỷ XX. Trong các văn bản không có chấm câu, cấu trúc ngữ pháp của câu trong văn bản cổ điển được suy ra từ ngữ cảnh. Hầu hết các dấu câu trong tiếng Trung Quốc, Nhật Bản và Hàn Quốc hiện đại có chức năng tương tự như dấu câu tiếng Anh; tuy nhiên chúng thường trông khác nhau và có các quy tắc khác nhau.
Có hai kiểu dấu chấm câu chính trong tiếng Anh: kiểu Anh hoặc kiểu Mỹ. Hai kiểu này khác nhau chủ yếu ở cách xử lý dấu ngoặc kép, đặc biệt là khi kết hợp với các dấu câu khác. Trong tiếng Anh Anh, các dấu câu như dấu chấm và dấu phẩy chỉ được đặt bên trong dấu ngoặc kép nếu chúng là một phần của nội dung đang được trích dẫn và được đặt bên ngoài dấu ngoặc kép nếu là một phần của câu chứa nó. Tuy nhiên, trong tiếng Anh Mỹ, những dấu câu như vậy thường được đặt bên trong dấu ngoặc kép bất kể lúc nào. Dấu phẩy nối tiếp được sử dụng thường xuyên ở Hoa Kỳ hơn là ở Anh.
Các ngôn ngữ của châu Âu khác sử dụng nhiều dấu câu giống như tiếng Anh. Sự giống nhau mạnh mẽ đến mức một vài biến thể có thể gây nhầm lẫn cho người đọc tiếng Anh bản ngữ. Dấu ngoặc kép có thay đổi ở vài ngôn ngữ châu Âu. Ví dụ: trong tiếng Pháp và tiếng Nga, dấu ngoặc kép sẽ xài ở dạng: «Je suis fatigué.».
Trong tiếng Hy Lạp, dấu chấm hỏi được viết dưới dạng dấu chấm phẩy tiếng Anh, trong khi chức năng của dấu hai chấm và dấu chấm phẩy được thực hiện bởi dấu chấm lửng ⟨·⟩, với cái tên ano teleia (άνω τελεία).
Trong tiếng Gruzia, các dấu 3 chấm, ⟨჻⟩, trước đây được sử dụng để phân cách câu hoặc đoạn văn. Nó đôi khi vẫn được sử dụng trong thư pháp.
Tiếng Tây Ban Nha và tiếng Asturias (cả hai là nhóm ngôn ngữ Rôman được sử dụng ở Tây Ban Nha) sử dụng dấu hỏi đảo ngược ⟨¿⟩ ở đầu câu hỏi và dấu chấm hỏi bình thường ở cuối, cũng như dấu chấm than đảo ngược ⟨¡⟩ ở đầu câu cảm thán và dấu chấm than bình thường ở cuối.
Tiếng Armenia sử dụng một số dấu câu của riêng nó. Dấu chấm đầy đủ được biểu thị bằng dấu hai chấm và ngược lại; dấu chấm than được thể hiện tương tự như dấu ngã ⟨~⟩, trong khi dấu chấm hỏi ⟨՞⟩ giống một vòng tròn không khép kín được đặt sau nguyên âm cuối cùng của từ.
Tiếng Ả Rập, tiếng Urdu và tiếng Ba Tư - được viết từ phải sang trái — sử dụng dấu hỏi ngược: ⟨؟⟩ và dấu phẩy ngược: ⟨،⟩. Đây là một sự đổi mới hiện đại; tiếng Ả Rập tiền hiện đại không sử dụng dấu chấm câu. Tiếng Do Thái, cũng được viết từ phải sang trái, sử dụng các ký tự giống như trong tiếng Anh, ⟨,⟩ và ⟨?⟩.
Ban đầu, tiếng Phạn không có dấu chấm câu. Vào thế kỷ 17, tiếng Phạn và tiếng Marathi, đều được viết bằng Devanagari, bắt đầu sử dụng thanh dọc ⟨।⟩ để kết thúc một dòng văn xuôi và thanh dọc kép ⟨॥⟩ trong câu.
Ở tiểu lục địa Ấn Độ, ⟨:-⟩ đôi khi được dùng thay cho dấu hai chấm. Nguồn gốc của nó chưa rõ nhưng có thể là tàn tích của Raj thuộc Anh. Một dấu câu khác phổ biến ở Tiểu lục địa Ấn Độ để viết số tiền là việc sử dụng dấu ⟨/-⟩ hoặc ⟨/=⟩ sau số. Ví dụ, Rs. 20/- hoặc Rs.20/= ngụ ý toàn bộ 20 rupee.
Tiếng Thái, tiếng Khmer, tiếng Lào và tiếng Miến Điện không sử dụng dấu câu cho đến khi dấu câu phương Tây du nhập vào vào thế kỷ XX.

## Dấu chấm câu lạ

### Interrobang (Dấu chấm than có dấu chấm hỏi đè lên)
Năm 1962, Giám đốc điều hành quảng cáo người Mỹ Martin K. Speckter đã đề xuất interrobang (‽), một sự kết hợp giữa dấu chấm hỏi và dấu chấm than, để thể hiện sự không tin tưởng. Mặc dù dấu câu mới này đã được bàn tán rộng rãi vào những năm 1960, nhưng nó không được sử dụng rộng rãi.

### "Dấu chấm yêu" và ký hiệu tương tự
Vào năm 1966, nhà văn người Pháp Hervé Bazin đề xuất một loạt sáu dấu câu sáng tạo trong cuốn sách của mình Plumons l'Oiseau ("Let's pluck the bird" (Hãy nhổ lông chim), 1966). Chúng bao gồm:
- Dấu "mỉa mai" (point d'ironie: )
- Dấu "tình yêu" (point d'amour: )
- Dấu "xác tín" (point de conviction: )
- Dấu "d'autorité" (point d'autorité": )
- Dấu "chấm than" (point d'acclamation: )
- Dấu "thắc mắc" (point de doute: )

### "Dấu phẩy câu hỏi", "Dấu phẩy cảm thán"

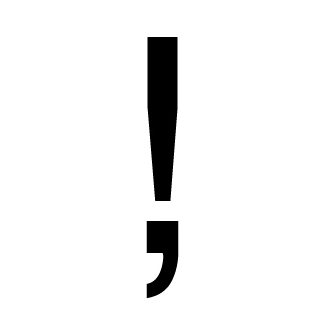
Dấu phẩy cảm thán.

Đơn xin cấp bằng sáng chế quốc tế đã được nộp và xuất bản vào năm 1992 theo Tổ chức Sở hữu Trí tuệ Thế giới (WIPO) số WO9219458, cho hai dấu câu mới: "dấu phẩy câu hỏi" và "dấu phẩy cảm thánh". Chúng được thiết kế để sử dụng như dấu chấm hỏi và dấu chấm than trong một câu, một chức năng mà dấu chấm hỏi và dấu chấm than bình thường cũng có thể được sử dụng, nhưng có thể bị coi là lỗi thời. Đơn xin cấp bằng sáng chế chỉ được áp dụng cấp quốc gia ở Canada. Nó đã mất hiệu lực ở Úc vào ngày 27 tháng 1 năm 1994 và ở Canada vào ngày 6 tháng 11 năm 1995.

## Các dấu chấm câu trong Unicode
| Bởi danh mục chung Unicode Danh mục chung 'P' |
| § Pd, nối                                     |
| § Ps-Pe, mở–đóng (ngoặc)                      |
| § Pi-Pf, trích đầu–cuối                       |
| § Pc, kết                                     |
| § Po, khác                                    |

| Các dấu chấm câu trong Unicode | Các dấu chấm câu trong Unicode                                                                                                 | Các dấu chấm câu trong Unicode | Các dấu chấm câu trong Unicode | Các dấu chấm câu trong Unicode | Các dấu chấm câu trong Unicode |
| Ký hiệu                        | Tên gọi | Mã hóa                         | Thuộc tính chung               | Tập lệnh                       |                                |
| Pd, nối                        | Pd, nối | Pd, nối                        | Pd, nối                        | Pd, nối                        | Pd, nối                        |
| ------------------------------ | --- | ------------------------------ | ------------------------------ | ------------------------------ | ------------------------------ |
| -                              | HYPHEN-MINUS | U+002D                         | Pd, nối                        | Thông dụng                     |                                |
| ‐                              | HYPHEN | U+2010                         | Pd, nối                        | Thông dụng                     |                                |
| ‑                              | NON-BREAKING HYPHEN | U+2011                         | Pd, nối                        | Thông dụng                     |                                |
| ‒                              | FIGURE DASH | U+2012                         | Pd, nối                        | Thông dụng                     |                                |
| –                              | EN DASH | U+2013                         | Pd, nối                        | Thông dụng                     |                                |
| —                              | EM DASH | U+2014                         | Pd, nối                        | Thông dụng                     |                                |
| ―                              | HORIZONTAL BAR | U+2015                         | Pd, nối                        | Thông dụng                     |                                |
| ⸗                              | DOUBLE OBLIQUE HYPHEN | U+2E17                         | Pd, nối                        | Thông dụng                     |                                |
| ⸚                              | HYPHEN WITH DIAERESIS | U+2E1A                         | Pd, nối                        | Thông dụng                     |                                |
| ⸺                              | TWO-EM DASH | U+2E3A                         | Pd, nối                        | Thông dụng                     |                                |
| ⸻                              | THREE-EM DASH | U+2E3B                         | Pd, nối                        | Thông dụng                     |                                |
| ⹀                              | DOUBLE HYPHEN | U+2E40                         | Pd, nối                        | Thông dụng                     |                                |
| 〜                             | WAVE DASH | U+301C                         | Pd, nối                        | Thông dụng                     |                                |
| 〰                             | WAVY DASH | U+3030                         | Pd, nối                        | Thông dụng                     |                                |
| ゠                             | KATAKANA-HIRAGANA DOUBLE HYPHEN                                                                                                | U+30A0                         | Pd, nối                        | Thông dụng                     |                                |
| ︱                             | PRESENTATION FORM FOR VERTICAL EM DASH                                                                                         | U+FE31                         | Pd, nối                        | Thông dụng                     |                                |
| ︲                             | PRESENTATION FORM FOR VERTICAL EN DASH                                                                                         | U+FE32                         | Pd, nối                        | Thông dụng                     |                                |
| ﹘                             | SMALL EM DASH | U+FE58                         | Pd, nối                        | Thông dụng                     |                                |
| ﹣                             | SMALL HYPHEN-MINUS | U+FE63                         | Pd, nối                        | Thông dụng                     |                                |
| －                             | FULLWIDTH HYPHEN-MINUS | U+FF0D                         | Pd, nối                        | Thông dụng                     |                                |
| ֊                              | ARMENIAN HYPHEN | U+058A                         | Pd, nối                        | Chữ Armenia                    |                                |
| ᐀                              | CANADIAN SYLLABICS HYPHEN | U+1400                         | Pd, nối                        | Thổ dân Canada                 |                                |
| ־                              | HEBREW PUNCTUATION MAQAF | U+05BE                         | Pd, nối                        | Chữ Do Thái                    |                                |
| ᠆                              | MONGOLIAN TODO SOFT HYPHEN | U+1806                         | Pd, nối                        | Chữ Mông Cổ                    |                                |
| 𐺭                              | <reserved-10EAD> | U+10EAD                        | Pd, nối                        | Chữ Yezidi                     |                                |
| Pi-Pf, trích đầu–cuối          | |                                |                                |                                |                                |
| « »                            | - LEFT-POINTING DOUBLE ANGLE QUOTATION MARK - RIGHT-POINTING DOUBLE ANGLE QUOTATION MARK                                       | - U+00AB - U+00BB              | - Pi, đầu - Pf, cuối           | Thông dụng                     |                                |
| ‘ ’                            | - LEFT SINGLE QUOTATION MARK - RIGHT SINGLE QUOTATION MARK                                                                     | - U+2018 - U+2019              | - Pi, đầu - Pf, cuối           | Thông dụng                     |                                |
| ‛                              | SINGLE HIGH-REVERSED-9 QUOTATION MARK                                                                                          | U+201B                         | Pi, trích đầu                  | Thông dụng                     |                                |
| “ ”                            | - LEFT DOUBLE QUOTATION MARK - RIGHT DOUBLE QUOTATION MARK                                                                     | - U+201C - U+201D              | - Pi, đầu - Pf, cuối           | Thông dụng                     |                                |
| ‟                              | DOUBLE HIGH-REVERSED-9 QUOTATION MARK                                                                                          | U+201F                         | Pi, trích đầu                  | Thông dụng                     |                                |
| ‹ ›                            | - SINGLE LEFT-POINTING ANGLE QUOTATION MARK - SINGLE RIGHT-POINTING ANGLE QUOTATION MARK                                       | - U+2039 - U+203A              | - Pi, đầu - Pf, cuối           | Thông dụng                     |                                |
| ⸂ ⸃                            | - LEFT SUBSTITUTION BRACKET - RIGHT SUBSTITUTION BRACKET                                                                       | - U+2E02 - U+2E03              | - Pi, đầu - Pf, cuối           | Thông dụng                     |                                |
| ⸄ ⸅                            | - LEFT DOTTED SUBSTITUTION BRACKET - RIGHT DOTTED SUBSTITUTION BRACKET                                                         | - U+2E04 - U+2E05              | - Pi, đầu - Pf, cuối           | Thông dụng                     |                                |
| ⸉ ⸊                            | - LEFT TRANSPOSITION BRACKET - RIGHT TRANSPOSITION BRACKET                                                                     | - U+2E09 - U+2E0A              | - Pi, đầu - Pf, cuối           | Thông dụng                     |                                |
| ⸌ ⸍                            | - LEFT RAISED OMISSION BRACKET - RIGHT RAISED OMISSION BRACKET                                                                 | - U+2E0C - U+2E0D              | - Pi, đầu - Pf, cuối           | Thông dụng                     |                                |
| ⸜ ⸝                            | - LEFT LOW PARAPHRASE BRACKET - RIGHT LOW PARAPHRASE BRACKET                                                                   | - U+2E1C - U+2E1D              | - Pi, đầu - Pf, cuối           | Thông dụng                     |                                |
| ⸠ ⸡                            | - LEFT VERTICAL BAR WITH QUILL - RIGHT VERTICAL BAR WITH QUILL                                                                 | - U+2E20 - U+2E21              | - Pi, đầu - Pf, cuối           | Thông dụng                     |                                |
| Ps-Pe, mở–đóng (ngoặc)         | |                                |                                |                                |                                |
| ( )                            | - LEFT PARENTHESIS - RIGHT PARENTHESIS                                                                                         | - U+0028 - U+0029              | - Ps, mở - Pe, đóng            | Thông dụng                     |                                |
| [ ]                            | - LEFT SQUARE BRACKET - RIGHT SQUARE BRACKET                                                                                   | - U+005B - U+005D              | - Ps, mở - Pe, đóng            | Thông dụng                     |                                |
| { }                            | - LEFT CURLY BRACKET - RIGHT CURLY BRACKET                                                                                     | - U+007B - U+007D              | - Ps, mở - Pe, đóng            | Thông dụng                     |                                |
| ‚                              | SINGLE LOW-9 QUOTATION MARK | U+201A                         | Ps, mở                         | Thông dụng                     |                                |
| „                              | DOUBLE LOW-9 QUOTATION MARK | U+201E                         | Ps, mở                         | Thông dụng                     |                                |
| ⁅ ⁆                            | - LEFT SQUARE BRACKET WITH QUILL - RIGHT SQUARE BRACKET WITH QUILL                                                             | - U+2045 - U+2046              | - Ps, mở - Pe, đóng            | Thông dụng                     |                                |
| ⁽ ⁾                            | - SUPERSCRIPT LEFT PARENTHESIS - SUPERSCRIPT RIGHT PARENTHESIS                                                                 | - U+207D - U+207E              | - Ps, mở - Pe, đóng            | Thông dụng                     |                                |
| ₍ ₎                            | - SUBSCRIPT LEFT PARENTHESIS - SUBSCRIPT RIGHT PARENTHESIS                                                                     | - U+208D - U+208E              | - Ps, mở - Pe, đóng            | Thông dụng                     |                                |
| ⌈ ⌉                            | - LEFT CEILING - RIGHT CEILING                                                                                                 | - U+2308 - U+2309              | - Ps, mở - Pe, đóng            | Thông dụng                     |                                |
| ⌊ ⌋                            | - LEFT FLOOR - RIGHT FLOOR | - U+230A - U+230B              | - Ps, mở - Pe, đóng            | Thông dụng                     |                                |
| 〈 〉                          | - LEFT-POINTING ANGLE BRACKET - RIGHT-POINTING ANGLE BRACKET                                                                   | - U+2329 - U+232A              | - Ps, mở - Pe, đóng            | Thông dụng                     |                                |
| ❨ ❩                            | - MEDIUM LEFT PARENTHESIS ORNAMENT - MEDIUM RIGHT PARENTHESIS ORNAMENT                                                         | - U+2768 - U+2769              | - Ps, mở - Pe, đóng            | Thông dụng                     |                                |
| ❪ ❫                            | - MEDIUM FLATTENED LEFT PARENTHESIS ORNAMENT - MEDIUM FLATTENED RIGHT PARENTHESIS ORNAMENT                                     | - U+276A - U+276B              | - Ps, mở - Pe, đóng            | Thông dụng                     |                                |
| ❬ ❭                            | - MEDIUM LEFT-POINTING ANGLE BRACKET ORNAMENT - MEDIUM RIGHT-POINTING ANGLE BRACKET ORNAMENT                                   | - U+276C - U+276D              | - Ps, mở - Pe, đóng            | Thông dụng                     |                                |
| ❮ ❯                            | - HEAVY LEFT-POINTING ANGLE QUOTATION MARK ORNAMENT - HEAVY RIGHT-POINTING ANGLE QUOTATION MARK ORNAMENT                       | - U+276E - U+276F              | - Ps, mở - Pe, đóng            | Thông dụng                     |                                |
| ❰ ❱                            | - HEAVY LEFT-POINTING ANGLE BRACKET ORNAMENT - HEAVY RIGHT-POINTING ANGLE BRACKET ORNAMENT                                     | - U+2770 - U+2771              | - Ps, mở - Pe, đóng            | Thông dụng                     |                                |
| ❲ ❳                            | - LIGHT LEFT TORTOISE SHELL BRACKET ORNAMENT - LIGHT RIGHT TORTOISE SHELL BRACKET ORNAMENT                                     | - U+2772 - U+2773              | - Ps, mở - Pe, đóng            | Thông dụng                     |                                |
| ❴ ❵                            | - MEDIUM LEFT CURLY BRACKET ORNAMENT - MEDIUM RIGHT CURLY BRACKET ORNAMENT                                                     | - U+2774 - U+2775              | - Ps, mở - Pe, đóng            | Thông dụng                     |                                |
| ⟅ ⟆                            | - LEFT S-SHAPED BAG DELIMITER - RIGHT S-SHAPED BAG DELIMITER                                                                   | - U+27C5 - U+27C6              | - Ps, mở - Pe, đóng            | Thông dụng                     |                                |
| ⟦ ⟧                            | - MATHEMATICAL LEFT WHITE SQUARE BRACKET - MATHEMATICAL RIGHT WHITE SQUARE BRACKET                                             | - U+27E6 - U+27E7              | - Ps, mở - Pe, đóng            | Thông dụng                     |                                |
| ⟨ ⟩                            | - MATHEMATICAL LEFT ANGLE BRACKET - MATHEMATICAL RIGHT ANGLE BRACKET                                                           | - U+27E8 - U+27E9              | - Ps, mở - Pe, đóng            | Thông dụng                     |                                |
| ⟪ ⟫                            | - MATHEMATICAL LEFT DOUBLE ANGLE BRACKET - MATHEMATICAL RIGHT DOUBLE ANGLE BRACKET                                             | - U+27EA - U+27EB              | - Ps, mở - Pe, đóng            | Thông dụng                     |                                |
| ⟬ ⟭                            | - MATHEMATICAL LEFT WHITE TORTOISE SHELL BRACKET - MATHEMATICAL RIGHT WHITE TORTOISE SHELL BRACKET                             | - U+27EC - U+27ED              | - Ps, mở - Pe, đóng            | Thông dụng                     |                                |
| ⟮ ⟯                            | - MATHEMATICAL LEFT FLATTENED PARENTHESIS - MATHEMATICAL RIGHT FLATTENED PARENTHESIS                                           | - U+27EE - U+27EF              | - Ps, mở - Pe, đóng            | Thông dụng                     |                                |
| ⦃ ⦄                            | - LEFT WHITE CURLY BRACKET - RIGHT WHITE CURLY BRACKET                                                                         | - U+2983 - U+2984              | - Ps, mở - Pe, đóng            | Thông dụng                     |                                |
| ⦅ ⦆                            | - LEFT WHITE PARENTHESIS - RIGHT WHITE PARENTHESIS                                                                             | - U+2985 - U+2986              | - Ps, mở - Pe, đóng            | Thông dụng                     |                                |
| ⦇ ⦈                            | - Z NOTATION LEFT IMAGE BRACKET - Z NOTATION RIGHT IMAGE BRACKET                                                               | - U+2987 - U+2988              | - Ps, mở - Pe, đóng            | Thông dụng                     |                                |
| ⦉ ⦊                            | - Z NOTATION LEFT BINDING BRACKET - Z NOTATION RIGHT BINDING BRACKET                                                           | - U+2989 - U+298A              | - Ps, mở - Pe, đóng            | Thông dụng                     |                                |
| ⦋ ⦌                            | - LEFT SQUARE BRACKET WITH UNDERBAR - RIGHT SQUARE BRACKET WITH UNDERBAR                                                       | - U+298B - U+298C              | - Ps, mở - Pe, đóng            | Thông dụng                     |                                |
| ⦍ ⦎                            | - LEFT SQUARE BRACKET WITH TICK IN TOP CORNER - RIGHT SQUARE BRACKET WITH TICK IN BOTTOM CORNER                                | - U+298D - U+298E              | - Ps, mở - Pe, đóng            | Thông dụng                     |                                |
| ⦏ ⦐                            | - LEFT SQUARE BRACKET WITH TICK IN BOTTOM CORNER - RIGHT SQUARE BRACKET WITH TICK IN TOP CORNER                                | - U+298F - U+2990              | - Ps, mở - Pe, đóng            | Thông dụng                     |                                |
| ⦑ ⦒                            | - LEFT ANGLE BRACKET WITH DOT - RIGHT ANGLE BRACKET WITH DOT                                                                   | - U+2991 - U+2992              | - Ps, mở - Pe, đóng            | Thông dụng                     |                                |
| ⦓ ⦔                            | - LEFT ARC LESS-THAN BRACKET - RIGHT ARC GREATER-THAN BRACKET                                                                  | - U+2993 - U+2994              | - Ps, mở - Pe, đóng            | Thông dụng                     |                                |
| ⦕ ⦖                            | - DOUBLE LEFT ARC GREATER-THAN BRACKET - DOUBLE RIGHT ARC LESS-THAN BRACKET                                                    | - U+2995 - U+2996              | - Ps, mở - Pe, đóng            | Thông dụng                     |                                |
| ⦗ ⦘                            | - LEFT BLACK TORTOISE SHELL BRACKET - RIGHT BLACK TORTOISE SHELL BRACKET                                                       | - U+2997 - U+2998              | - Ps, mở - Pe, đóng            | Thông dụng                     |                                |
| ⧘ ⧙                            | - LEFT WIGGLY FENCE - RIGHT WIGGLY FENCE                                                                                       | - U+29D8 - U+29D9              | - Ps, mở - Pe, đóng            | Thông dụng                     |                                |
| ⧚ ⧛                            | - LEFT DOUBLE WIGGLY FENCE - RIGHT DOUBLE WIGGLY FENCE                                                                         | - U+29DA - U+29DB              | - Ps, mở - Pe, đóng            | Thông dụng                     |                                |
| ⧼ ⧽                            | - LEFT-POINTING CURVED ANGLE BRACKET - RIGHT-POINTING CURVED ANGLE BRACKET                                                     | - U+29FC - U+29FD              | - Ps, mở - Pe, đóng            | Thông dụng                     |                                |
| ⸢ ⸣                            | - TOP LEFT HALF BRACKET - TOP RIGHT HALF BRACKET                                                                               | - U+2E22 - U+2E23              | - Ps, mở - Pe, đóng            | Thông dụng                     |                                |
| ⸤ ⸥                            | - BOTTOM LEFT HALF BRACKET - BOTTOM RIGHT HALF BRACKET                                                                         | - U+2E24 - U+2E25              | - Ps, mở - Pe, đóng            | Thông dụng                     |                                |
| ⸦ ⸧                            | - LEFT SIDEWAYS U BRACKET - RIGHT SIDEWAYS U BRACKET                                                                           | - U+2E26 - U+2E27              | - Ps, mở - Pe, đóng            | Thông dụng                     |                                |
| ⸨ ⸩                            | - LEFT DOUBLE PARENTHESIS - RIGHT DOUBLE PARENTHESIS                                                                           | - U+2E28 - U+2E29              | - Ps, mở - Pe, đóng            | Thông dụng                     |                                |
| ⹂                              | DOUBLE LOW-REVERSED-9 QUOTATION MARK                                                                                           | U+2E42                         | Ps, mở                         | Thông dụng                     |                                |
| 〈 〉                          | - LEFT ANGLE BRACKET - RIGHT ANGLE BRACKET                                                                                     | - U+3008 - U+3009              | - Ps, mở - Pe, đóng            | Thông dụng                     |                                |
| 《 》                          | - LEFT DOUBLE ANGLE BRACKET - RIGHT DOUBLE ANGLE BRACKET                                                                       | - U+300A - U+300B              | - Ps, mở - Pe, đóng            | Thông dụng                     |                                |
| 「 」                          | - LEFT CORNER BRACKET - RIGHT CORNER BRACKET                                                                                   | - U+300C - U+300D              | - Ps, mở - Pe, đóng            | Thông dụng                     |                                |
| 『 』                          | - LEFT WHITE CORNER BRACKET - RIGHT WHITE CORNER BRACKET                                                                       | - U+300E - U+300F              | - Ps, mở - Pe, đóng            | Thông dụng                     |                                |
| 【 】                          | - LEFT BLACK LENTICULAR BRACKET - RIGHT BLACK LENTICULAR BRACKET                                                               | - U+3010 - U+3011              | - Ps, mở - Pe, đóng            | Thông dụng                     |                                |
| 〔 〕                          | - LEFT TORTOISE SHELL BRACKET - RIGHT TORTOISE SHELL BRACKET                                                                   | - U+3014 - U+3015              | - Ps, mở - Pe, đóng            | Thông dụng                     |                                |
| 〖 〗                          | - LEFT WHITE LENTICULAR BRACKET - RIGHT WHITE LENTICULAR BRACKET                                                               | - U+3016 - U+3017              | - Ps, mở - Pe, đóng            | Thông dụng                     |                                |
| 〘 〙                          | - LEFT WHITE TORTOISE SHELL BRACKET - RIGHT WHITE TORTOISE SHELL BRACKET                                                       | - U+3018 - U+3019              | - Ps, mở - Pe, đóng            | Thông dụng                     |                                |
| 〚 〛                          | - LEFT WHITE SQUARE BRACKET - RIGHT WHITE SQUARE BRACKET                                                                       | - U+301A - U+301B              | - Ps, mở - Pe, đóng            | Thông dụng                     |                                |
| 〝 〞                          | - REVERSED DOUBLE PRIME QUOTATION MARK - DOUBLE PRIME QUOTATION MARK                                                           | - U+301D - U+301E              | - Ps, mở - Pe, đóng            | Thông dụng                     |                                |
| 〟                             | LOW DOUBLE PRIME QUOTATION MARK                                                                                                | U+301F                         | Pe, đóng                       | Thông dụng                     |                                |
| ﴿                              | ORNATE RIGHT PARENTHESIS | U+FD3F                         | Ps, mở                         | Thông dụng                     |                                |
| ︗ ︘                          | - PRESENTATION FORM FOR VERTICAL LEFT WHITE LENTICULAR BRACKET - PRESENTATION FORM FOR VERTICAL RIGHT WHITE LENTICULAR BRAKCET | - U+FE17 - U+FE18              | - Ps, mở - Pe, đóng            | Thông dụng                     |                                |
| ︵ ︶                          | - PRESENTATION FORM FOR VERTICAL LEFT PARENTHESIS - PRESENTATION FORM FOR VERTICAL RIGHT PARENTHESIS                           | - U+FE35 - U+FE36              | - Ps, mở - Pe, đóng            | Thông dụng                     |                                |
| ︷ ︸                          | - PRESENTATION FORM FOR VERTICAL LEFT CURLY BRACKET - PRESENTATION FORM FOR VERTICAL RIGHT CURLY BRACKET                       | - U+FE37 - U+FE38              | - Ps, mở - Pe, đóng            | Thông dụng                     |                                |
| ︹ ︺                          | - PRESENTATION FORM FOR VERTICAL LEFT TORTOISE SHELL BRACKET - PRESENTATION FORM FOR VERTICAL RIGHT TORTOISE SHELL BRACKET     | - U+FE39 - U+FE3A              | - Ps, mở - Pe, đóng            | Thông dụng                     |                                |
| ︻ ︼                          | - PRESENTATION FORM FOR VERTICAL LEFT BLACK LENTICULAR BRACKET - PRESENTATION FORM FOR VERTICAL RIGHT BLACK LENTICULAR BRACKET | - U+FE3B - U+FE3C              | - Ps, mở - Pe, đóng            | Thông dụng                     |                                |
| ︽ ︾                          | - PRESENTATION FORM FOR VERTICAL LEFT DOUBLE ANGLE BRACKET - PRESENTATION FORM FOR VERTICAL RIGHT DOUBLE ANGLE BRACKET         | - U+FE3D - U+FE3E              | - Ps, mở - Pe, đóng            | Thông dụng                     |                                |
| ︿ ﹀                          | - PRESENTATION FORM FOR VERTICAL LEFT ANGLE BRACKET - PRESENTATION FORM FOR VERTICAL RIGHT ANGLE BRACKET                       | - U+FE3F - U+FE40              | - Ps, mở - Pe, đóng            | Thông dụng                     |                                |
| ﹁ ﹂                          | - PRESENTATION FORM FOR VERTICAL LEFT CORNER BRACKET - PRESENTATION FORM FOR VERTICAL RIGHT CORNER BRACKET                     | - U+FE41 - U+FE42              | - Ps, mở - Pe, đóng            | Thông dụng                     |                                |
| ﹃ ﹄                          | - PRESENTATION FORM FOR VERTICAL LEFT WHITE CORNER BRACKET - PRESENTATION FORM FOR VERTICAL RIGHT WHITE CORNER BRACKET         | - U+FE43 - U+FE44              | - Ps, mở - Pe, đóng            | Thông dụng                     |                                |
| ﹇ ﹈                          | - PRESENTATION FORM FOR VERTICAL LEFT SQUARE BRACKET - PRESENTATION FORM FOR VERTICAL RIGHT SQUARE BRACKET                     | - U+FE47 - U+FE48              | - Ps, mở - Pe, đóng            | Thông dụng                     |                                |
| ﹙ ﹚                          | - SMALL LEFT PARENTHESIS - SMALL RIGHT PARENTHESIS                                                                             | - U+FE59 - U+FE5A              | - Ps, mở - Pe, đóng            | Thông dụng                     |                                |
| ﹛ ﹜                          | - SMALL LEFT CURLY BRACKET - SMALL RIGHT CURLY BRACKET                                                                         | - U+FE5B - U+FE5C              | - Ps, mở - Pe, đóng            | Thông dụng                     |                                |
| ﹝ ﹞                          | - SMALL LEFT TORTOISE SHELL BRACKET - SMALL RIGHT TORTOISE SHELL BRACKET                                                       | - U+FE5D - U+FE5E              | - Ps, mở - Pe, đóng            | Thông dụng                     |                                |
| （ ）                          | - FULLWIDTH LEFT PARENTHESIS - FULLWIDTH RIGHT PARENTHESIS                                                                     | - U+FF08 - U+FF09              | - Ps, mở - Pe, đóng            | Thông dụng                     |                                |
| ［ ］                          | - FULLWIDTH LEFT SQUARE BRACKET - FULLWIDTH RIGHT SQUARE BRACKET                                                               | - U+FF3B - U+FF3D              | - Ps, mở - Pe, đóng            | Thông dụng                     |                                |
| ｛ ｝                          | - FULLWIDTH LEFT CURLY BRACKET - FULLWIDTH RIGHT CURLY BRACKET                                                                 | - U+FF5B - U+FF5D              | - Ps, mở - Pe, đóng            | Thông dụng                     |                                |
| ｟ ｠                          | - FULLWIDTH LEFT WHITE PARENTHESIS - FULLWIDTH RIGHT WHITE PARENTHESIS                                                         | - U+FF5F - U+FF60              | - Ps, mở - Pe, đóng            | Thông dụng                     |                                |
| ｢ ｣                            | - HALFWIDTH LEFT CORNER BRACKET - HALFWIDTH RIGHT CORNER BRACKET                                                               | - U+FF62 - U+FF63              | - Ps, mở - Pe, đóng            | Thông dụng                     |                                |
| ᚛ ᚜                            | - OGHAM FEATHER MARK - OGHAM REVERSED FEATHER MARK                                                                             | - U+169B - U+169C              | - Ps, mở - Pe, đóng            | Chữ Ogham                      |                                |
| ༺ ༻                            | - TIBETAN MARK GUG RTAGS GYON - TIBETAN MARK GUG RTAGS GYAS                                                                    | - U+0F3A - U+0F3B              | - Ps, mở - Pe, đóng            | Chữ Tây Tạng                   |                                |
| ༼ ༽                            | - TIBETAN MARK ANG KHANG GYON - TIBETAN MARK ANG KHANG GYAS                                                                    | - U+0F3C - U+0F3D              | - Ps, mở - Pe, đóng            | Chữ Tây Tạng                   |                                |
| Pc, kết                        | |                                |                                |                                |                                |
| _                              | LOW LINE | U+005F                         | Pc, kết                        | Thông dụng                     |                                |
| ‿                              | UNDERTIE | U+203F                         | Pc, kết                        | Thông dụng                     |                                |
| ⁀                              | CHARACTER TIE | U+2040                         | Pc, kết                        | Thông dụng                     |                                |
| ⁔                              | INVERTED UNDERTIE | U+2054                         | Pc, kết                        | Thông dụng                     |                                |
| ︳                             | PRESENTATION FORM FOR VERTICAL LOW LINE                                                                                        | U+FE33                         | Pc, kết                        | Thông dụng                     |                                |
| ︴                             | PRESENTATION FORM FOR VERTICAL WAVY LOW LINE                                                                                   | U+FE34                         | Pc, kết                        | Thông dụng                     |                                |
| ﹍                             | DASHED LOW LINE | U+FE4D                         | Pc, kết                        | Thông dụng                     |                                |
| ﹎                             | CENTRELINE LOW LINE | U+FE4E                         | Pc, kết                        | Thông dụng                     |                                |
| ﹏                             | WAVY LOW LINE | U+FE4F                         | Pc, kết                        | Thông dụng                     |                                |
| ＿                             | FULLWIDTH LOW LINE | U+FF3F                         | Pc, kết                        | Thông dụng                     |                                |
| Po, khác                       | |                                |                                |                                |                                |
| !                              | EXCLAMATION MARK | U+0021                         | Po, khác                       | Thông dụng                     |                                |
| "                              | QUOTATION MARK | U+0022                         | Po, khác                       | Thông dụng                     |                                |
| #                              | NUMBER SIGN | U+0023                         | Po, khác                       | Thông dụng                     |                                |
| %                              | PERCENT SIGN | U+0025                         | Po, khác                       | Thông dụng                     |                                |
| &                              | AMPERSAND | U+0026                         | Po, khác                       | Thông dụng                     |                                |
| '                              | APOSTROPHE | U+0027                         | Po, khác                       | Thông dụng                     |                                |
| *                              | ASTERISK | U+002A                         | Po, khác                       | Thông dụng                     |                                |
| ,                              | COMMA | U+002C                         | Po, khác                       | Thông dụng                     |                                |
| .                              | FULL STOP | U+002E                         | Po, khác                       | Thông dụng                     |                                |
| /                              | SOLIDUS | U+002F                         | Po, khác                       | Thông dụng                     |                                |
| :                              | COLON | U+003A                         | Po, khác                       | Thông dụng                     |                                |
| ;                              | SEMICOLON | U+003B                         | Po, khác                       | Thông dụng                     |                                |
| ?                              | QUESTION MARK | U+003F                         | Po, khác                       | Thông dụng                     |                                |
| @                              | COMMERCIAL AT | U+0040                         | Po, khác                       | Thông dụng                     |                                |
| \                              | REVERSE SOLIDUS | U+005C                         | Po, khác                       | Thông dụng                     |                                |
| ¡                              | INVERTED EXCLAMATION MARK | U+00A1                         | Po, khác                       | Thông dụng                     |                                |
| §                              | SECTION SIGN | U+00A7                         | Po, khác                       | Thông dụng                     |                                |
| ¶                              | PILCROW SIGN | U+00B6                         | Po, khác                       | Thông dụng                     |                                |
| ·                              | MIDDLE DOT | U+00B7                         | Po, khác                       | Thông dụng                     |                                |
| ¿                              | INVERTED QUESTION MARK | U+00BF                         | Po, khác                       | Thông dụng                     |                                |
| ;                              | GREEK QUESTION MARK | U+037E                         | Po, khác                       | Thông dụng                     |                                |
| ·                              | GREEK ANO TELEIA | U+0387                         | Po, khác                       | Thông dụng                     |                                |
| ،                              | ARABIC COMMA | U+060C                         | Po, khác                       | Thông dụng                     |                                |
| ؛                              | ARABIC SEMICOLON | U+061B                         | Po, khác                       | Thông dụng                     |                                |
| ؟                              | ARABIC QUESTION MARK | U+061F                         | Po, khác                       | Thông dụng                     |                                |
| ।                              | DEVANAGARI DANDA | U+0964                         | Po, khác                       | Thông dụng                     |                                |
| ॥                              | DEVANAGARI DOUBLE DANDA | U+0965                         | Po, khác                       | Thông dụng                     |                                |
| ჻                              | GEORGIAN PARAGRAPH SEPARATOR                                                                                                   | U+10FB                         | Po, khác                       | Thông dụng                     |                                |
| ᛫                              | RUNIC SINGLE PUNCTUATION | U+16EB                         | Po, khác                       | Thông dụng                     |                                |
| ᛬                              | RUNIC MULTIPLE PUNCTUATION | U+16EC                         | Po, khác                       | Thông dụng                     |                                |
| ᛭                              | RUNIC CROSS PUNCTUATION | U+16ED                         | Po, khác                       | Thông dụng                     |                                |
| ᜵                              | PHILIPPINE SINGLE PUNCTUATION                                                                                                  | U+1735                         | Po, khác                       | Thông dụng                     |                                |
| ᜶                              | PHILIPPINE DOUBLE PUNCTUATION                                                                                                  | U+1736                         | Po, khác                       | Thông dụng                     |                                |
| ᠂                              | MONGOLIAN COMMA | U+1802                         | Po, khác                       | Thông dụng                     |                                |
| ᠃                              | MONGOLIAN FULL STOP | U+1803                         | Po, khác                       | Thông dụng                     |                                |
| ᠅                              | MONGOLIAN FOUR DOTS | U+1805                         | Po, khác                       | Thông dụng                     |                                |
| ᳓                              | VEDIC SIGN NIHSHVASA | U+1CD3                         | Po, khác                       | Thông dụng                     |                                |
| ‖                              | DOUBLE VERTICAL LINE | U+2016                         | Po, khác                       | Thông dụng                     |                                |
| ‗                              | DOUBLE LOW LINE | U+2017                         | Po, khác                       | Thông dụng                     |                                |
| †                              | DAGGER | U+2020                         | Po, khác                       | Thông dụng                     |                                |
| ‡                              | DOUBLE DAGGER | U+2021                         | Po, khác                       | Thông dụng                     |                                |
| •                              | BULLET | U+2022                         | Po, khác                       | Thông dụng                     |                                |
| ‣                              | TRIANGULAR BULLET | U+2023                         | Po, khác                       | Thông dụng                     |                                |
| ․                              | ONE DOT LEADER | U+2024                         | Po, khác                       | Thông dụng                     |                                |
| ‥                              | TWO DOT LEADER | U+2025                         | Po, khác                       | Thông dụng                     |                                |
| …                              | HORIZONTAL ELLIPSIS | U+2026                         | Po, khác                       | Thông dụng                     |                                |
| ‧                              | HYPHENATION POINT | U+2027                         | Po, khác                       | Thông dụng                     |                                |
| ‰                              | PER MILLE SIGN | U+2030                         | Po, khác                       | Thông dụng                     |                                |
| ‱                              | PER TEN THOUSAND SIGN | U+2031                         | Po, khác                       | Thông dụng                     |                                |
| ′                              | PRIME | U+2032                         | Po, khác                       | Thông dụng                     |                                |
| ″                              | DOUBLE PRIME | U+2033                         | Po, khác                       | Thông dụng                     |                                |
| ‴                              | TRIPLE PRIME | U+2034                         | Po, khác                       | Thông dụng                     |                                |
| ‵                              | REVERSED PRIME | U+2035                         | Po, khác                       | Thông dụng                     |                                |
| ‶                              | REVERSED DOUBLE PRIME | U+2036                         | Po, khác                       | Thông dụng                     |                                |
| ‷                              | REVERSED TRIPLE PRIME | U+2037                         | Po, khác                       | Thông dụng                     |                                |
| ‸                              | CARET | U+2038                         | Po, khác                       | Thông dụng                     |                                |
| ※                              | REFERENCE MARK | U+203B                         | Po, khác                       | Thông dụng                     |                                |
| ‼                              | DOUBLE EXCLAMATION MARK | U+203C                         | Po, khác                       | Thông dụng                     |                                |
| ‽                              | INTERROBANG | U+203D                         | Po, khác                       | Thông dụng                     |                                |
| ‾                              | OVERLINE | U+203E                         | Po, khác                       | Thông dụng                     |                                |
| ⁁                              | CARET INSERTION POINT | U+2041                         | Po, khác                       | Thông dụng                     |                                |
| ⁂                              | ASTERISM | U+2042                         | Po, khác                       | Thông dụng                     |                                |
| ⁃                              | HYPHEN BULLET | U+2043                         | Po, khác                       | Thông dụng                     |                                |
| ⁇                              | DOUBLE QUESTION MARK | U+2047                         | Po, khác                       | Thông dụng                     |                                |
| ⁈                              | QUESTION EXCLAMATION MARK | U+2048                         | Po, khác                       | Thông dụng                     |                                |
| ⁉                              | EXCLAMATION QUESTION MARK | U+2049                         | Po, khác                       | Thông dụng                     |                                |
| ⁊                              | TIRONIAN SIGN ET | U+204A                         | Po, khác                       | Thông dụng                     |                                |
| ⁋                              | REVERSED PILCROW SIGN | U+204B                         | Po, khác                       | Thông dụng                     |                                |
| ⁌                              | BLACK LEFTWARDS BULLET | U+204C                         | Po, khác                       | Thông dụng                     |                                |
| ⁍                              | BLACK RIGHTWARDS BULLET | U+204D                         | Po, khác                       | Thông dụng                     |                                |
| ⁎                              | LOW ASTERISK | U+204E                         | Po, khác                       | Thông dụng                     |                                |
| ⁏                              | REVERSED SEMICOLON | U+204F                         | Po, khác                       | Thông dụng                     |                                |
| ⁐                              | CLOSE UP | U+2050                         | Po, khác                       | Thông dụng                     |                                |
| ⁑                              | TWO ASTERISKS ALIGNED VERTICALLY                                                                                               | U+2051                         | Po, khác                       | Thông dụng                     |                                |
| ⁓                              | SWUNG DASH | U+2053                         | Po, khác                       | Thông dụng                     |                                |
| ⁕                              | FLOWER PUNCTUATION MARK | U+2055                         | Po, khác                       | Thông dụng                     |                                |
| ⁖                              | THREE DOT PUNCTUATION | U+2056                         | Po, khác                       | Thông dụng                     |                                |
| ⁗                              | QUADRUPLE PRIME | U+2057                         | Po, khác                       | Thông dụng                     |                                |
| ⁘                              | FOUR DOT PUNCTUATION | U+2058                         | Po, khác                       | Thông dụng                     |                                |
| ⁙                              | FIVE DOT PUNCTUATION | U+2059                         | Po, khác                       | Thông dụng                     |                                |
| ⁚                              | TWO DOT PUNCTUATION | U+205A                         | Po, khác                       | Thông dụng                     |                                |
| ⁛                              | FOUR DOT MARK | U+205B                         | Po, khác                       | Thông dụng                     |                                |
| ⁜                              | DOTTED CROSS | U+205C                         | Po, khác                       | Thông dụng                     |                                |
| ⁝                              | TRICOLON | U+205D                         | Po, khác                       | Thông dụng                     |                                |
| ⁞                              | VERTICAL FOUR DOTS | U+205E                         | Po, khác                       | Thông dụng                     |                                |
| ⸀                              | RIGHT ANGLE SUBSTITUTION MARKER                                                                                                | U+2E00                         | Po, khác                       | Thông dụng                     |                                |
| ⸁                              | RIGHT ANGLE DOTTED SUBSTITUTION MARKER                                                                                         | U+2E01                         | Po, khác                       | Thông dụng                     |                                |
| ⸆                              | RAISED INTERPOLATION MARKER | U+2E06                         | Po, khác                       | Thông dụng                     |                                |
| ⸇                              | RAISED DOTTED INTERPOLATION MARKER                                                                                             | U+2E07                         | Po, khác                       | Thông dụng                     |                                |
| ⸈                              | DOTTED TRANSPOSITION MARKER | U+2E08                         | Po, khác                       | Thông dụng                     |                                |
| ⸋                              | RAISED SQUARE | U+2E0B                         | Po, khác                       | Thông dụng                     |                                |
| ⸎                              | EDITORIAL CORONIS | U+2E0E                         | Po, khác                       | Thông dụng                     |                                |
| ⸏                              | PARAGRAPHOS | U+2E0F                         | Po, khác                       | Thông dụng                     |                                |
| ⸐                              | FORKED PARAGRAPHOS | U+2E10                         | Po, khác                       | Thông dụng                     |                                |
| ⸑                              | REVERSED FORKED PARAGRAPHOS | U+2E11                         | Po, khác                       | Thông dụng                     |                                |
| ⸒                              | HYPODIASTOLE | U+2E12                         | Po, khác                       | Thông dụng                     |                                |
| ⸓                              | DOTTED OBELOS | U+2E13                         | Po, khác                       | Thông dụng                     |                                |
| ⸔                              | DOWNWARDS ANCORA | U+2E14                         | Po, khác                       | Thông dụng                     |                                |
| ⸕                              | UPWARDS ANCORA | U+2E15                         | Po, khác                       | Thông dụng                     |                                |
| ⸖                              | DOTTED RIGHT-POINTING ANGLE | U+2E16                         | Po, khác                       | Thông dụng                     |                                |
| ⸘                              | INVERTED INTERROBANG | U+2E18                         | Po, khác                       | Thông dụng                     |                                |
| ⸙                              | PALM BRANCH | U+2E19                         | Po, khác                       | Thông dụng                     |                                |
| ⸛                              | TILDE WITH RING ABOVE | U+2E1B                         | Po, khác                       | Thông dụng                     |                                |
| ⸞                              | TILDE WITH DOT ABOVE | U+2E1E                         | Po, khác                       | Thông dụng                     |                                |
| ⸟                              | TILDE WITH DOT BELOW | U+2E1F                         | Po, khác                       | Thông dụng                     |                                |
| ⸪                              | TWO DOTS OVER ONE DOT PUNCTUATION                                                                                              | U+2E2A                         | Po, khác                       | Thông dụng                     |                                |
| ⸫                              | ONE DOT OVER TWO DOTS PUNCTUATION                                                                                              | U+2E2B                         | Po, khác                       | Thông dụng                     |                                |
| ⸬                              | SQUARED FOUR DOT PUNCTUATION                                                                                                   | U+2E2C                         | Po, khác                       | Thông dụng                     |                                |
| ⸭                              | FIVE DOT MARK | U+2E2D                         | Po, khác                       | Thông dụng                     |                                |
| ⸮                              | REVERSED QUESTION MARK | U+2E2E                         | Po, khác                       | Thông dụng                     |                                |
| ⸰                              | RING POINT | U+2E30                         | Po, khác                       | Thông dụng                     |                                |
| ⸱                              | WORD SEPARATOR MIDDLE DOT | U+2E31                         | Po, khác                       | Thông dụng                     |                                |
| ⸲                              | TURNED COMMA | U+2E32                         | Po, khác                       | Thông dụng                     |                                |
| ⸳                              | RAISED DOT | U+2E33                         | Po, khác                       | Thông dụng                     |                                |
| ⸴                              | RAISED COMMA | U+2E34                         | Po, khác                       | Thông dụng                     |                                |
| ⸵                              | TURNED SEMICOLON | U+2E35                         | Po, khác                       | Thông dụng                     |                                |
| ⸶                              | DAGGER WITH LEFT GUARD | U+2E36                         | Po, khác                       | Thông dụng                     |                                |
| ⸷                              | DAGGER WITH RIGHT GUARD | U+2E37                         | Po, khác                       | Thông dụng                     |                                |
| ⸸                              | TURNED DAGGER | U+2E38                         | Po, khác                       | Thông dụng                     |                                |
| ⸹                              | TOP HALF SECTION SIGN | U+2E39                         | Po, khác                       | Thông dụng                     |                                |
| ⸼                              | STENOGRAPHIC FULL STOP | U+2E3C                         | Po, khác                       | Thông dụng                     |                                |
| ⸽                              | VERTICAL SIX DOTS | U+2E3D                         | Po, khác                       | Thông dụng                     |                                |
| ⸾                              | WIGGLY VERTICAL LINE | U+2E3E                         | Po, khác                       | Thông dụng                     |                                |
| ⸿                              | CAPITULUM | U+2E3F                         | Po, khác                       | Thông dụng                     |                                |
| ⹁                              | REVERSED COMMA | U+2E41                         | Po, khác                       | Thông dụng                     |                                |
| ⹃                              | DASH WITH LEFT UPTURN | U+2E43                         | Po, khác                       | Thông dụng                     |                                |
| ⹄                              | DOUBLE SUSPENSION MARK | U+2E44                         | Po, khác                       | Thông dụng                     |                                |
| ⹅                              | INVERTED LOW KAVYKA | U+2E45                         | Po, khác                       | Thông dụng                     |                                |
| ⹆                              | INVERTED LOW KAVYKA WITH KAVYKA ABOVE                                                                                          | U+2E46                         | Po, khác                       | Thông dụng                     |                                |
| ⹇                              | LOW KAVYKA | U+2E47                         | Po, khác                       | Thông dụng                     |                                |
| ⹈                              | LOW KAVYKA WITH DOT | U+2E48                         | Po, khác                       | Thông dụng                     |                                |
| ⹉                              | DOUBLE STACKED COMMA | U+2E49                         | Po, khác                       | Thông dụng                     |                                |
| ⹊                              | DOTTED SOLIDUS | U+2E4A                         | Po, khác                       | Thông dụng                     |                                |
| ⹋                              | TRIPLE DAGGER | U+2E4B                         | Po, khác                       | Thông dụng                     |                                |
| ⹌                              | MEDIEVAL COMMA | U+2E4C                         | Po, khác                       | Thông dụng                     |                                |
| ⹍                              | PARAGRAPHUS MARK | U+2E4D                         | Po, khác                       | Thông dụng                     |                                |
| ⹎                              | PUNCTUS ELEVATUS MARK | U+2E4E                         | Po, khác                       | Thông dụng                     |                                |
| ⹏                              | CORNISH VERSE DIVIDER | U+2E4F                         | Po, khác                       | Thông dụng                     |                                |
| ⹒                              | TIRONIAN SIGN CAPITAL ET | U+2E52                         | Po, khác                       | Thông dụng                     |                                |
| 、                             | IDEOGRAPHIC COMMA | U+3001                         | Po, khác                       | Thông dụng                     |                                |
| 。                             | IDEOGRAPHIC FULL STOP | U+3002                         | Po, khác                       | Thông dụng                     |                                |
| 〃                             | DITTO MARK | U+3003                         | Po, khác                       | Thông dụng                     |                                |
| 〽                             | PART ALTERNATION MARK | U+303D                         | Po, khác                       | Thông dụng                     |                                |
| ・                             | KATAKANA MIDDLE DOT | U+30FB                         | Po, khác                       | Thông dụng                     |                                |
| ꤮                              | KAYAH LI SIGN CWI | U+A92E                         | Po, khác                       | Thông dụng                     |                                |
| ︐                             | PRESENTATION FORM FOR VERTICAL COMMA                                                                                           | U+FE10                         | Po, khác                       | Thông dụng                     |                                |
| ︑                             | PRESENTATION FORM FOR VERTICAL IDEOGRAPHIC COMMA                                                                               | U+FE11                         | Po, khác                       | Thông dụng                     |                                |
| ︒                             | PRESENTATION FORM FOR VERTICAL IDEOGRAPHIC FULL STOP                                                                           | U+FE12                         | Po, khác                       | Thông dụng                     |                                |
| ︓                             | PRESENTATION FORM FOR VERTICAL COLON                                                                                           | U+FE13                         | Po, khác                       | Thông dụng                     |                                |
| ︔                             | PRESENTATION FORM FOR VERTICAL SEMICOLON                                                                                       | U+FE14                         | Po, khác                       | Thông dụng                     |                                |
| ︕                             | PRESENTATION FORM FOR VERTICAL EXCLAMATION MARK                                                                                | U+FE15                         | Po, khác                       | Thông dụng                     |                                |
| ︖                             | PRESENTATION FORM FOR VERTICAL QUESTION MARK                                                                                   | U+FE16                         | Po, khác                       | Thông dụng                     |                                |
| ︙                             | PRESENTATION FORM FOR VERTICAL HORIZONTAL ELLIPSIS                                                                             | U+FE19                         | Po, khác                       | Thông dụng                     |                                |
| ︰                             | PRESENTATION FORM FOR VERTICAL TWO DOT LEADER                                                                                  | U+FE30                         | Po, khác                       | Thông dụng                     |                                |
| ﹅                             | SESAME DOT | U+FE45                         | Po, khác                       | Thông dụng                     |                                |
| ﹆                             | WHITE SESAME DOT | U+FE46                         | Po, khác                       | Thông dụng                     |                                |
| ﹉                             | DASHED OVERLINE | U+FE49                         | Po, khác                       | Thông dụng                     |                                |
| ﹊                             | CENTRELINE OVERLINE | U+FE4A                         | Po, khác                       | Thông dụng                     |                                |
| ﹋                             | WAVY OVERLINE | U+FE4B                         | Po, khác                       | Thông dụng                     |                                |
| ﹌                             | DOUBLE WAVY OVERLINE | U+FE4C                         | Po, khác                       | Thông dụng                     |                                |
| ﹐                             | SMALL COMMA | U+FE50                         | Po, khác                       | Thông dụng                     |                                |
| ﹑                             | SMALL IDEOGRAPHIC COMMA | U+FE51                         | Po, khác                       | Thông dụng                     |                                |
| ﹒                             | SMALL FULL STOP | U+FE52                         | Po, khác                       | Thông dụng                     |                                |
| ﹔                             | SMALL SEMICOLON | U+FE54                         | Po, khác                       | Thông dụng                     |                                |
| ﹕                             | SMALL COLON | U+FE55                         | Po, khác                       | Thông dụng                     |                                |
| ﹖                             | SMALL QUESTION MARK | U+FE56                         | Po, khác                       | Thông dụng                     |                                |
| ﹗                             | SMALL EXCLAMATION MARK | U+FE57                         | Po, khác                       | Thông dụng                     |                                |
| ﹟                             | SMALL NUMBER SIGN | U+FE5F                         | Po, khác                       | Thông dụng                     |                                |
| ﹠                             | SMALL AMPERSAND | U+FE60                         | Po, khác                       | Thông dụng                     |                                |
| ﹡                             | SMALL ASTERISK | U+FE61                         | Po, khác                       | Thông dụng                     |                                |
| ﹨                             | SMALL REVERSE SOLIDUS | U+FE68                         | Po, khác                       | Thông dụng                     |                                |
| ﹪                             | SMALL PERCENT SIGN | U+FE6A                         | Po, khác                       | Thông dụng                     |                                |
| ﹫                             | SMALL COMMERCIAL AT | U+FE6B                         | Po, khác                       | Thông dụng                     |                                |
| ！                             | FULLWIDTH EXCLAMATION MARK | U+FF01                         | Po, khác                       | Thông dụng                     |                                |
| ＂                             | FULLWIDTH QUOTATION MARK | U+FF02                         | Po, khác                       | Thông dụng                     |                                |
| ＃                             | FULLWIDTH NUMBER SIGN | U+FF03                         | Po, khác                       | Thông dụng                     |                                |
| ％                             | FULLWIDTH PERCENT SIGN | U+FF05                         | Po, khác                       | Thông dụng                     |                                |
| ＆                             | FULLWIDTH AMPERSAND | U+FF06                         | Po, khác                       | Thông dụng                     |                                |
| ＇                             | FULLWIDTH APOSTROPHE | U+FF07                         | Po, khác                       | Thông dụng                     |                                |
| ＊                             | FULLWIDTH ASTERISK | U+FF0A                         | Po, khác                       | Thông dụng                     |                                |
| ，                             | FULLWIDTH COMMA | U+FF0C                         | Po, khác                       | Thông dụng                     |                                |
| ．                             | FULLWIDTH FULL STOP | U+FF0E                         | Po, khác                       | Thông dụng                     |                                |
| ／                             | FULLWIDTH SOLIDUS | U+FF0F                         | Po, khác                       | Thông dụng                     |                                |
| ：                             | FULLWIDTH COLON | U+FF1A                         | Po, khác                       | Thông dụng                     |                                |
| ；                             | FULLWIDTH SEMICOLON | U+FF1B                         | Po, khác                       | Thông dụng                     |                                |
| ？                             | FULLWIDTH QUESTION MARK | U+FF1F                         | Po, khác                       | Thông dụng                     |                                |
| ＠                             | FULLWIDTH COMMERCIAL AT | U+FF20                         | Po, khác                       | Thông dụng                     |                                |
| ＼                             | FULLWIDTH REVERSE SOLIDUS | U+FF3C                         | Po, khác                       | Thông dụng                     |                                |
| ｡                              | HALFWIDTH IDEOGRAPHIC FULL STOP                                                                                                | U+FF61                         | Po, khác                       | Thông dụng                     |                                |
| ､                              | HALFWIDTH IDEOGRAPHIC COMMA | U+FF64                         | Po, khác                       | Thông dụng                     |                                |
| ･                              | HALFWIDTH KATAKANA MIDDLE DOT                                                                                                  | U+FF65                         | Po, khác                       | Thông dụng                     |                                |
| 𐄀                              | <reserved-10100> | U+10100                        | Po, khác                       | Thông dụng                     |                                |
| 𐄁                              | <reserved-10101> | U+10101                        | Po, khác                       | Thông dụng                     |                                |
| 𐄂                              | <reserved-10102> | U+10102                        | Po, khác                       | Thông dụng                     |                                |
| 𖿢                             | <reserved-16FE2> | U+16FE2                        | Po, khác                       | Thông dụng                     |                                |
| 𞥞                              | <reserved-1E95E> | U+1E95E                        | Po, khác                       | Chữ Adlam                      |                                |
| 𞥟                              | <reserved-1E95F> | U+1E95F                        | Po, khác                       | Chữ Adlam                      |                                |
| ՚                              | ARMENIAN APOSTROPHE | U+055A                         | Po, khác                       | Chữ Armenia                    |                                |
| ՛                              | ARMENIAN EMPHASIS MARK | U+055B                         | Po, khác                       | Chữ Armenia                    |                                |
| ՜                              | ARMENIAN EXCLAMATION MARK | U+055C                         | Po, khác                       | Chữ Armenia                    |                                |
| ՝                              | ARMENIAN COMMA | U+055D                         | Po, khác                       | Chữ Armenia                    |                                |
| ՞                              | ARMENIAN QUESTION MARK | U+055E                         | Po, khác                       | Chữ Armenia                    |                                |
| ՟                              | ARMENIAN ABBREVIATION MARK | U+055F                         | Po, khác                       | Chữ Armenia                    |                                |
| ։                              | ARMENIAN FULL STOP | U+0589                         | Po, khác                       | Chữ Armenia                    |                                |
| ؉                              | ARABIC-INDIC PER MILLE SIGN | U+0609                         | Po, khác                       | Chữ Ả Rập                      |                                |
| ؊                              | ARABIC-INDIC PER TEN THOUSAND SIGN                                                                                             | U+060A                         | Po, khác                       | Chữ Ả Rập                      |                                |
| ؍                              | ARABIC DATE SEPARATOR | U+060D                         | Po, khác                       | Chữ Ả Rập                      |                                |
| ؞                              | ARABIC TRIPLE DOT PUNCTUATION MARK                                                                                             | U+061E                         | Po, khác                       | Chữ Ả Rập                      |                                |
| ٪                              | ARABIC PERCENT SIGN | U+066A                         | Po, khác                       | Chữ Ả Rập                      |                                |
| ٫                              | ARABIC DECIMAL SEPARATOR | U+066B                         | Po, khác                       | Chữ Ả Rập                      |                                |
| ٬                              | ARABIC THOUSANDS SEPARATOR | U+066C                         | Po, khác                       | Chữ Ả Rập                      |                                |
| ٭                              | ARABIC FIVE POINTED STAR | U+066D                         | Po, khác                       | Chữ Ả Rập                      |                                |
| ۔                              | ARABIC FULL STOP | U+06D4                         | Po, khác                       | Chữ Ả Rập                      |                                |
| 𑜼                              | <reserved-1173C> | U+1173C                        | Po, khác                       | Chữ Ahom                       |                                |
| 𑜽                              | <reserved-1173D> | U+1173D                        | Po, khác                       | Chữ Ahom                       |                                |
| 𑜾                              | <reserved-1173E> | U+1173E                        | Po, khác                       | Chữ Ahom                       |                                |
| 𐬹                              | <reserved-10B39> | U+10B39                        | Po, khác                       | Chữ Avesta                     |                                |
| 𐬺                              | <reserved-10B3A> | U+10B3A                        | Po, khác                       | Chữ Avesta                     |                                |
| 𐬻                              | <reserved-10B3B> | U+10B3B                        | Po, khác                       | Chữ Avesta                     |                                |
| 𐬼                              | <reserved-10B3C> | U+10B3C                        | Po, khác                       | Chữ Avesta                     |                                |
| 𐬽                              | <reserved-10B3D> | U+10B3D                        | Po, khác                       | Chữ Avesta                     |                                |
| 𐬾                              | <reserved-10B3E> | U+10B3E                        | Po, khác                       | Chữ Avesta                     |                                |
| 𐬿                              | <reserved-10B3F> | U+10B3F                        | Po, khác                       | Chữ Avesta                     |                                |
| ᭚                              | BALINESE PANTI | U+1B5A                         | Po, khác                       | Chữ Bali                       |                                |
| ᭛                              | BALINESE PAMADA | U+1B5B                         | Po, khác                       | Chữ Bali                       |                                |
| ᭜                              | BALINESE WINDU | U+1B5C                         | Po, khác                       | Chữ Bali                       |                                |
| ᭝                              | BALINESE CARIK PAMUNGKAH | U+1B5D                         | Po, khác                       | Chữ Bali                       |                                |
| ᭞                              | BALINESE CARIK SIKI | U+1B5E                         | Po, khác                       | Chữ Bali                       |                                |
| ᭟                              | BALINESE CARIK PAREREN | U+1B5F                         | Po, khác                       | Chữ Bali                       |                                |
| ᭠                              | BALINESE PAMENENG | U+1B60                         | Po, khác                       | Chữ Bali                       |                                |
| ꛲                              | BAMUM NJAEMLI | U+A6F2                         | Po, khác                       | Chữ Bamum                      |                                |
| ꛳                              | BAMUM FULL STOP | U+A6F3                         | Po, khác                       | Chữ Bamum                      |                                |
| ꛴                              | BAMUM COLON | U+A6F4                         | Po, khác                       | Chữ Bamum                      |                                |
| ꛵                              | BAMUM COMMA | U+A6F5                         | Po, khác                       | Chữ Bamum                      |                                |
| ꛶                              | BAMUM SEMICOLON | U+A6F6                         | Po, khác                       | Chữ Bamum                      |                                |
| ꛷                              | BAMUM QUESTION MARK | U+A6F7                         | Po, khác                       | Chữ Bamum                      |                                |
| 𖫵                              | <reserved-16AF5> | U+16AF5                        | Po, khác                       | Bassa Vah                      |                                |
| ᯼                              | BATAK SYMBOL BINDU NA METEK | U+1BFC                         | Po, khác                       | Chữ Batak                      |                                |
| ᯽                              | BATAK SYMBOL BINDU PINARBORAS                                                                                                  | U+1BFD                         | Po, khác                       | Chữ Batak                      |                                |
| ᯾                              | BATAK SYMBOL BINDU JUDUL | U+1BFE                         | Po, khác                       | Chữ Batak                      |                                |
| ᯿                              | BATAK SYMBOL BINDU PANGOLAT | U+1BFF                         | Po, khác                       | Chữ Batak                      |                                |
| ৽                              | BENGALI ABBREVIATION SIGN | U+09FD                         | Po, khác                       | Chữ Bengal                     |                                |
| 𑱁                              | <reserved-11C41> | U+11C41                        | Po, khác                       | Bhaiksuki                      |                                |
| 𑱂                              | <reserved-11C42> | U+11C42                        | Po, khác                       | Bhaiksuki                      |                                |
| 𑱃                              | <reserved-11C43> | U+11C43                        | Po, khác                       | Bhaiksuki                      |                                |
| 𑱄                              | <reserved-11C44> | U+11C44                        | Po, khác                       | Chữ Bhaiksuki                  |                                |
| 𑱅                              | <reserved-11C45> | U+11C45                        | Po, khác                       | Chữ Bhaiksuki                  |                                |
| 𑁇                              | <reserved-11047> | U+11047                        | Po, khác                       | Chữ Brahmi                     |                                |
| 𑁈                              | <reserved-11048> | U+11048                        | Po, khác                       | Chữ Brahmi                     |                                |
| 𑁉                              | <reserved-11049> | U+11049                        | Po, khác                       | Chữ Brahmi                     |                                |
| 𑁊                              | <reserved-1104A> | U+1104A                        | Po, khác                       | Chữ Brahmi                     |                                |
| 𑁋                              | <reserved-1104B> | U+1104B                        | Po, khác                       | Chữ Brahmi                     |                                |
| 𑁌                              | <reserved-1104C> | U+1104C                        | Po, khác                       | Chữ Brahmi                     |                                |
| 𑁍                              | <reserved-1104D> | U+1104D                        | Po, khác                       | Chữ Brahmi                     |                                |
| ᨞                              | BUGINESE PALLAWA | U+1A1E                         | Po, khác                       | Chữ Bugis                      |                                |
| ᨟                              | BUGINESE END OF SECTION | U+1A1F                         | Po, khác                       | Chữ Bugis                      |                                |
| ᙮                              | CANADIAN SYLLABICS FULL STOP                                                                                                   | U+166E                         | Po, khác                       | Thổ dân Canada                 |                                |
| 𑅀                              | <reserved-11140> | U+11140                        | Po, khác                       | Chữ Chakma                     |                                |
| 𑅁                              | <reserved-11141> | U+11141                        | Po, khác                       | Chữ Chakma                     |                                |
| 𑅂                              | <reserved-11142> | U+11142                        | Po, khác                       | Chữ Chakma                     |                                |
| 𑅃                              | <reserved-11143> | U+11143                        | Po, khác                       | Chữ Chakma                     |                                |
| ꩜                              | CHAM PUNCTUATION SPIRAL | U+AA5C                         | Po, khác                       | Chữ Chăm                       |                                |
| ꩝                              | CHAM PUNCTUATION DANDA | U+AA5D                         | Po, khác                       | Chữ Chăm                       |                                |
| ꩞                              | CHAM PUNCTUATION DOUBLE DANDA                                                                                                  | U+AA5E                         | Po, khác                       | Chữ Chăm                       |                                |
| ꩟                              | CHAM PUNCTUATION TRIPLE DANDA                                                                                                  | U+AA5F                         | Po, khác                       | Chữ Chăm                       |                                |
| ⳹                              | COPTIC OLD NUBIAN FULL STOP | U+2CF9                         | Po, khác                       | Chữ Copt                       |                                |
| ⳺                              | COPTIC OLD NUBIAN DIRECT QUESTION MARK                                                                                         | U+2CFA                         | Po, khác                       | Chữ Copt                       |                                |
| ⳻                              | COPTIC OLD NUBIAN INDIRECT QUESTION MARK                                                                                       | U+2CFB                         | Po, khác                       | Chữ Copt                       |                                |
| ⳼                              | COPTIC OLD NUBIAN VERSE DIVIDER                                                                                                | U+2CFC                         | Po, khác                       | Chữ Copt                       |                                |
| ⳾                              | COPTIC FULL STOP | U+2CFE                         | Po, khác                       | Chữ Copt                       |                                |
| ⳿                              | COPTIC MORPHOLOGICAL DIVIDER                                                                                                   | U+2CFF                         | Po, khác                       | Chữ Copt                       |                                |
| 𒑰                              | <reserved-12470> | U+12470                        | Po, khác                       | Chữ hình nêm                   |                                |
| 𒑱                              | <reserved-12471> | U+12471                        | Po, khác                       | Chữ hình nêm                   |                                |
| 𒑲                              | <reserved-12472> | U+12472                        | Po, khác                       | Chữ hình nêm                   |                                |
| 𒑳                              | <reserved-12473> | U+12473                        | Po, khác                       | Chữ hình nêm                   |                                |
| 𒑴                              | <reserved-12474> | U+12474                        | Po, khác                       | Chữ hình nêm                   |                                |
| ꙳                              | SLAVONIC ASTERISK | U+A673                         | Po, khác                       | Chữ Kirin                      |                                |
| ꙾                              | CYRILLIC KAVYKA | U+A67E                         | Po, khác                       | Chữ Kirin                      |                                |
| 𐕯                              | <reserved-1056F> | U+1056F                        | Po, khác                       | Chữ Albania Kavkaz             |                                |
| ॰                              | DEVANAGARI ABBREVIATION SIGN                                                                                                   | U+0970                         | Po, khác                       | Chữ Devanagari                 |                                |
| ꣸                              | DEVANAGARI SIGN PUSHPIKA | U+A8F8                         | Po, khác                       | Chữ Devanagari                 |                                |
| ꣹                              | DEVANAGARI GAP FILLER | U+A8F9                         | Po, khác                       | Chữ Devanagari                 |                                |
| ꣺                              | DEVANAGARI CARET | U+A8FA                         | Po, khác                       | Chữ Devanagari                 |                                |
| ꣼                              | DEVANAGARI SIGN SIDDHAM | U+A8FC                         | Po, khác                       | Chữ Devanagari                 |                                |
| 𑥄                              | <reserved-11944> | U+11944                        | Po, khác                       | Chữ Dives Akuru                |                                |
| 𑥅                              | <reserved-11945> | U+11945                        | Po, khác                       | Chữ Dives Akuru                |                                |
| 𑥆                              | <reserved-11946> | U+11946                        | Po, khác                       | Chữ Dives Akuru                |                                |
| 𑠻                              | <reserved-1183B> | U+1183B                        | Po, khác                       | Chữ Dogra                      |                                |
| 𛲟                              | <reserved-1BC9F> | U+1BC9F                        | Po, khác                       | Chữ Duployan                   |                                |
| ፠                              | ETHIOPIC SECTION MARK | U+1360                         | Po, khác                       | Chữ Ethiopia                   |                                |
| ፡                              | ETHIOPIC WORDSPACE | U+1361                         | Po, khác                       | Chữ Ethiopia                   |                                |
| ።                              | ETHIOPIC FULL STOP | U+1362                         | Po, khác                       | Chữ Ethiopia                   |                                |
| ፣                              | ETHIOPIC COMMA | U+1363                         | Po, khác                       | Chữ Ethiopia                   |                                |
| ፤                              | ETHIOPIC SEMICOLON | U+1364                         | Po, khác                       | Chữ Ethiopia                   |                                |
| ፥                              | ETHIOPIC COLON | U+1365                         | Po, khác                       | Chữ Ethiopia                   |                                |
| ፦                              | ETHIOPIC PREFACE COLON | U+1366                         | Po, khác                       | Chữ Ethiopia                   |                                |
| ፧                              | ETHIOPIC QUESTION MARK | U+1367                         | Po, khác                       | Chữ Ethiopia                   |                                |
| ፨                              | ETHIOPIC PARAGRAPH SEPARATOR                                                                                                   | U+1368                         | Po, khác                       | Chữ Ethiopia                   |                                |
| ੶                              | GURMUKHI ABBREVIATION SIGN | U+0A76                         | Po, khác                       | Chữ Gurmukh                    |                                |
| ૰                              | GUJARATI ABBREVIATION SIGN | U+0AF0                         | Po, khác                       | Chữ Gujarat                    |                                |
| ׀                              | HEBREW PUNCTUATION PASEQ | U+05C0                         | Po, khác                       | Chữ Do Thái                    |                                |
| ׃                              | HEBREW PUNCTUATION SOF PASUQ                                                                                                   | U+05C3                         | Po, khác                       | Chữ Do Thái                    |                                |
| ׆                              | HEBREW PUNCTUATION NUN HAFUKHA                                                                                                 | U+05C6                         | Po, khác                       | Chữ Do Thái                    |                                |
| ׳                              | HEBREW PUNCTUATION GERESH | U+05F3                         | Po, khác                       | Chữ Do Thái                    |                                |
| ״                              | HEBREW PUNCTUATION GERSHAYIM                                                                                                   | U+05F4                         | Po, khác                       | Chữ Do Thái                    |                                |
| 𐡗                              | <reserved-10857> | U+10857                        | Po, khác                       | Chữ Ả Rập Hoàng gia            |                                |
| ꧁                              | JAVANESE LEFT RERENGGAN | U+A9C1                         | Po, khác                       | Chữ Java                       |                                |
| ꧂                              | JAVANESE RIGHT RERENGGAN | U+A9C2                         | Po, khác                       | Chữ Java                       |                                |
| ꧃                              | JAVANESE PADA ANDAP | U+A9C3                         | Po, khác                       | Chữ Java                       |                                |
| ꧄                              | JAVANESE PADA MADYA | U+A9C4                         | Po, khác                       | Chữ Java                       |                                |
| ꧅                              | JAVANESE PADA LUHUR | U+A9C5                         | Po, khác                       | Chữ Java                       |                                |
| ꧆                              | JAVANESE PADA WINDU | U+A9C6                         | Po, khác                       | Chữ Java                       |                                |
| ꧇                              | JAVANESE PADA PANGKAT | U+A9C7                         | Po, khác                       | Chữ Java                       |                                |
| ꧈                              | JAVANESE PADA LINGSA | U+A9C8                         | Po, khác                       | Chữ Java                       |                                |
| ꧉                              | JAVANESE PADA LUNGSI | U+A9C9                         | Po, khác                       | Chữ Java                       |                                |
| ꧊                              | JAVANESE PADA ADEG | U+A9CA                         | Po, khác                       | Chữ Java                       |                                |
| ꧋                              | JAVANESE PADA ADEG ADEG | U+A9CB                         | Po, khác                       | Chữ Java                       |                                |
| ꧌                              | JAVANESE PADA PISELEH | U+A9CC                         | Po, khác                       | Chữ Java                       |                                |
| ꧍                              | JAVANESE TURNED PADA PISELEH                                                                                                   | U+A9CD                         | Po, khác                       | Chữ Java                       |                                |
| ꧞                              | JAVANESE PADA TIRTA TUMETES | U+A9DE                         | Po, khác                       | Chữ Java                       |                                |
| ꧟                              | JAVANESE PADA ISEN-ISEN | U+A9DF                         | Po, khác                       | Chữ Java                       |                                |
| 𑂻                              | <reserved-110BB> | U+110BB                        | Po, khác                       | Chữ Kaithi                     |                                |
| 𑂼                              | <reserved-110BC> | U+110BC                        | Po, khác                       | Chữ Kaithi                     |                                |
| 𑂾                              | <reserved-110BE> | U+110BE                        | Po, khác                       | Chữ Kaithi                     |                                |
| 𑂿                              | <reserved-110BF> | U+110BF                        | Po, khác                       | Chữ Kaithi                     |                                |
| 𑃀                              | <reserved-110C0> | U+110C0                        | Po, khác                       | Chữ Kaithi                     |                                |
| 𑃁                              | <reserved-110C1> | U+110C1                        | Po, khác                       | Chữ Kaithi                     |                                |
| ಄                              | KANNADA SIGN SIDDHAM | U+0C84                         | Po, khác                       | Chữ Kannada                    |                                |
| ꤯                              | KAYAH LI SIGN SHYA | U+A92F                         | Po, khác                       | Chữ Kayah Li                   |                                |
| 𐩐                              | <reserved-10A50> | U+10A50                        | Po, khác                       | Chữ Kharoshthi                 |                                |
| 𐩑                              | <reserved-10A51> | U+10A51                        | Po, khác                       | Chữ Kharoshthi                 |                                |
| 𐩒                              | <reserved-10A52> | U+10A52                        | Po, khác                       | Chữ Kharoshthi                 |                                |
| 𐩓                              | <reserved-10A53> | U+10A53                        | Po, khác                       | Chữ Kharoshthi                 |                                |
| 𐩔                              | <reserved-10A54> | U+10A54                        | Po, khác                       | Chữ Kharoshthi                 |                                |
| 𐩕                              | <reserved-10A55> | U+10A55                        | Po, khác                       | Chữ Kharoshthi                 |                                |
| 𐩖                              | <reserved-10A56> | U+10A56                        | Po, khác                       | Chữ Kharoshthi                 |                                |
| 𐩗                              | <reserved-10A57> | U+10A57                        | Po, khác                       | Chữ Kharoshthi                 |                                |
| 𐩘                              | <reserved-10A58> | U+10A58                        | Po, khác                       | Chữ Kharoshthi                 |                                |
| ។                              | KHMER SIGN KHAN | U+17D4                         | Po, khác                       | Chữ Khmer                      |                                |
| ៕                              | KHMER SIGN BARIYOOSAN | U+17D5                         | Po, khác                       | Chữ Khmer                      |                                |
| ៖                              | KHMER SIGN CAMNUC PII KUUH | U+17D6                         | Po, khác                       | Chữ Khmer                      |                                |
| ៘                              | KHMER SIGN BEYYAL | U+17D8                         | Po, khác                       | Chữ Khmer                      |                                |
| ៙                              | KHMER SIGN PHNAEK MUAN | U+17D9                         | Po, khác                       | Chữ Khmer                      |                                |
| ៚                              | KHMER SIGN KOOMUUT | U+17DA                         | Po, khác                       | Chữ Khmer                      |                                |
| 𑈸                              | <reserved-11238> | U+11238                        | Po, khác                       | Chữ Khojki                     |                                |
| 𑈹                              | <reserved-11239> | U+11239                        | Po, khác                       | Chữ Khojki                     |                                |
| 𑈺                              | <reserved-1123A> | U+1123A                        | Po, khác                       | Chữ Khojki                     |                                |
| 𑈻                              | <reserved-1123B> | U+1123B                        | Po, khác                       | Chữ Khojki                     |                                |
| 𑈼                              | <reserved-1123C> | U+1123C                        | Po, khác                       | Chữ Khojki                     |                                |
| 𑈽                              | <reserved-1123D> | U+1123D                        | Po, khác                       | Chữ Khojki                     |                                |
| ᰻                              | LEPCHA PUNCTUATION TA-ROL | U+1C3B                         | Po, khác                       | Chữ Lepcha                     |                                |
| ᰼                              | LEPCHA PUNCTUATION NYET THYOOM TA-ROL                                                                                          | U+1C3C                         | Po, khác                       | Chữ Lepcha                     |                                |
| ᰽                              | LEPCHA PUNCTUATION CER-WA | U+1C3D                         | Po, khác                       | Chữ Lepcha                     |                                |
| ᰾                              | LEPCHA PUNCTUATION TSHOOK CER-WA                                                                                               | U+1C3E                         | Po, khác                       | Chữ Lepcha                     |                                |
| ᰿                              | LEPCHA PUNCTUATION TSHOOK | U+1C3F                         | Po, khác                       | Chữ Lepcha                     |                                |
| ᥄                              | LIMBU EXCLAMATION MARK | U+1944                         | Po, khác                       | Chữ Limbu                      |                                |
| ᥅                              | LIMBU QUESTION MARK | U+1945                         | Po, khác                       | Chữ Limbu                      |                                |
| ꓾                              | LISU PUNCTUATION COMMA | U+A4FE                         | Po, khác                       | Chữ Lisu                       |                                |
| ꓿                              | LISU PUNCTUATION FULL STOP | U+A4FF                         | Po, khác                       | Chữ Lisu                       |                                |
| 𐤿                              | <reserved-1093F> | U+1093F                        | Po, khác                       | Chữ Lydia                      |                                |
| 𑅴                              | <reserved-11174> | U+11174                        | Po, khác                       | Chữ Mahajani                   |                                |
| 𑅵                              | <reserved-11175> | U+11175                        | Po, khác                       | Chữ Mahajani                   |                                |
| 𑻷                              | <reserved-11EF7> | U+11EF7                        | Po, khác                       | Chữ Makasar                    |                                |
| 𑻸                              | <reserved-11EF8> | U+11EF8                        | Po, khác                       | Chữ Makasar                    |                                |
| 𐫰                              | <reserved-10AF0> | U+10AF0                        | Po, khác                       | Chữ Mani                       |                                |
| 𐫱                              | <reserved-10AF1> | U+10AF1                        | Po, khác                       | Chữ Mani                       |                                |
| 𐫲                              | <reserved-10AF2> | U+10AF2                        | Po, khác                       | Chữ Mani                       |                                |
| 𐫳                              | <reserved-10AF3> | U+10AF3                        | Po, khác                       | Chữ Mani                       |                                |
| 𐫴                              | <reserved-10AF4> | U+10AF4                        | Po, khác                       | Chữ Mani                       |                                |
| 𐫵                              | <reserved-10AF5> | U+10AF5                        | Po, khác                       | Chữ Mani                       |                                |
| 𐫶                              | <reserved-10AF6> | U+10AF6                        | Po, khác                       | Chữ Mani                       |                                |
| 𑱰                              | <reserved-11C70> | U+11C70                        | Po, khác                       | Chữ Marchen                    |                                |
| 𑱱                              | <reserved-11C71> | U+11C71                        | Po, khác                       | Chữ Marchen                    |                                |
| 𖺗                              | <reserved-16E97> | U+16E97                        | Po, khác                       | Chữ Medefaidrin                |                                |
| 𖺘                              | <reserved-16E98> | U+16E98                        | Po, khác                       | Chữ Medefaidrin                |                                |
| 𖺙                              | <reserved-16E99> | U+16E99                        | Po, khác                       | Chữ Medefaidrin                |                                |
| 𖺚                              | <reserved-16E9A> | U+16E9A                        | Po, khác                       | Chữ Medefaidrin                |                                |
| ꫰                              | MEETEI MAYEK CHEIKHAN | U+AAF0                         | Po, khác                       | Chữ Meetei Mayek               |                                |
| ꫱                              | MEETEI MAYEK AHANG KHUDAM | U+AAF1                         | Po, khác                       | Chữ Meetei Mayek               |                                |
| ꯫                              | MEETEI MAYEK CHEIKHEI | U+ABEB                         | Po, khác                       | Chữ Meetei Mayek               |                                |
| 𑙁                              | <reserved-11641> | U+11641                        | Po, khác                       | Chữ Modi                       |                                |
| 𑙂                              | <reserved-11642> | U+11642                        | Po, khác                       | Chữ Modi                       |                                |
| 𑙃                              | <reserved-11643> | U+11643                        | Po, khác                       | Chữ Modi                       |                                |
| ᠀                              | MONGOLIAN BIRGA | U+1800                         | Po, khác                       | Chữ Mông Cổ                    |                                |
| ᠁                              | MONGOLIAN ELLIPSIS | U+1801                         | Po, khác                       | Chữ Mông Cổ                    |                                |
| ᠄                              | MONGOLIAN COLON | U+1804                         | Po, khác                       | Chữ Mông Cổ                    |                                |
| ᠇                              | MONGOLIAN SIBE SYLLABLE BOUNDARY MARKER                                                                                        | U+1807                         | Po, khác                       | Chữ Mông Cổ                    |                                |
| ᠈                              | MONGOLIAN MANCHU COMMA | U+1808                         | Po, khác                       | Chữ Mông Cổ                    |                                |
| ᠉                              | MONGOLIAN MANCHU FULL STOP | U+1809                         | Po, khác                       | Chữ Mông Cổ                    |                                |
| ᠊                              | MONGOLIAN NIRUGU | U+180A                         | Po, khác                       | Chữ Mông Cổ                    |                                |
| 𑙠                              | <reserved-11660> | U+11660                        | Po, khác                       | Chữ Mông Cổ                    |                                |
| 𑙡                              | <reserved-11661> | U+11661                        | Po, khác                       | Chữ Mông Cổ                    |                                |
| 𑙢                              | <reserved-11662> | U+11662                        | Po, khác                       | Chữ Mông Cổ                    |                                |
| 𑙣                              | <reserved-11663> | U+11663                        | Po, khác                       | Chữ Mông Cổ                    |                                |
| 𑙤                              | <reserved-11664> | U+11664                        | Po, khác                       | Chữ Mông Cổ                    |                                |
| 𑙥                              | <reserved-11665> | U+11665                        | Po, khác                       | Chữ Mông Cổ                    |                                |
| 𑙦                              | <reserved-11666> | U+11666                        | Po, khác                       | Chữ Mông Cổ                    |                                |
| 𑙧                              | <reserved-11667> | U+11667                        | Po, khác                       | Chữ Mông Cổ                    |                                |
| 𑙨                              | <reserved-11668> | U+11668                        | Po, khác                       | Chữ Mông Cổ                    |                                |
| 𑙩                              | <reserved-11669> | U+11669                        | Po, khác                       | Chữ Mông Cổ                    |                                |
| 𑙪                              | <reserved-1166A> | U+1166A                        | Po, khác                       | Chữ Mông Cổ                    |                                |
| 𑙫                              | <reserved-1166B> | U+1166B                        | Po, khác                       | Chữ Mông Cổ                    |                                |
| 𑙬                              | <reserved-1166C> | U+1166C                        | Po, khác                       | Chữ Mông Cổ                    |                                |
| 𖩮                              | <reserved-16A6E> | U+16A6E                        | Po, khác                       | Chữ Mro                        |                                |
| 𖩯                              | <reserved-16A6F> | U+16A6F                        | Po, khác                       | Chữ Mro                        |                                |
| 𑊩                              | <reserved-112A9> | U+112A9                        | Po, khác                       | Chữ Multani                    |                                |
| ၊                              | MYANMAR SIGN LITTLE SECTION | U+104A                         | Po, khác                       | Chữ Miến Điện                  |                                |
| ။                              | MYANMAR SIGN SECTION | U+104B                         | Po, khác                       | Chữ Miến Điện                  |                                |
| ၌                              | MYANMAR SYMBOL LOCATIVE | U+104C                         | Po, khác                       | Chữ Miến Điện                  |                                |
| ၍                              | MYANMAR SYMBOL COMPLETED | U+104D                         | Po, khác                       | Chữ Miến Điện                  |                                |
| ၎                              | MYANMAR SYMBOL AFOREMENTIONED                                                                                                  | U+104E                         | Po, khác                       | Chữ Miến Điện                  |                                |
| ၏                              | MYANMAR SYMBOL GENITIVE | U+104F                         | Po, khác                       | Chữ Miến Điện                  |                                |
| ߷                              | NKO SYMBOL GBAKURUNEN | U+07F7                         | Po, khác                       | Chữ N'Ko                       |                                |
| ߸                              | NKO COMMA | U+07F8                         | Po, khác                       | Chữ N'Ko                       |                                |
| ߹                              | NKO EXCLAMATION MARK | U+07F9                         | Po, khác                       | Chữ N'Ko                       |                                |
| 𑧢                              | <reserved-119E2> | U+119E2                        | Po, khác                       | Chữ Nandinagari                |                                |
| 𑑋                              | <reserved-1144B> | U+1144B                        | Po, khác                       | Chữ Newa                       |                                |
| 𑑌                              | <reserved-1144C> | U+1144C                        | Po, khác                       | Chữ Newa                       |                                |
| 𑑍                              | <reserved-1144D> | U+1144D                        | Po, khác                       | Chữ Newa                       |                                |
| 𑑎                              | <reserved-1144E> | U+1144E                        | Po, khác                       | Chữ Newa                       |                                |
| 𑑏                              | <reserved-1144F> | U+1144F                        | Po, khác                       | Chữ Newa                       |                                |
| 𑑚                              | <reserved-1145A> | U+1145A                        | Po, khác                       | Chữ Newa                       |                                |
| 𑑛                              | <reserved-1145B> | U+1145B                        | Po, khác                       | Chữ Newa                       |                                |
| 𑑝                              | <reserved-1145D> | U+1145D                        | Po, khác                       | Chữ Newa                       |                                |
| ᱾                              | OL CHIKI PUNCTUATION MUCAAD | U+1C7E                         | Po, khác                       | Chữ Ol Chiki                   |                                |
| ᱿                              | OL CHIKI PUNCTUATION DOUBLE MUCAAD                                                                                             | U+1C7F                         | Po, khác                       | Chữ Ol Chiki                   |                                |
| 𐏐                              | <reserved-103D0> | U+103D0                        | Po, khác                       | Chữ Ba Tư cổ                   |                                |
| 𐩿                              | <reserved-10A7F> | U+10A7F                        | Po, khác                       | Chữ Nam Ả Rập cổ               |                                |
| 𖬷                              | <reserved-16B37> | U+16B37                        | Po, khác                       | Chữ Pahawh Hmông               |                                |
| 𖬸                              | <reserved-16B38> | U+16B38                        | Po, khác                       | Chữ Pahawh Hmông               |                                |
| 𖬹                              | <reserved-16B39> | U+16B39                        | Po, khác                       | Chữ Pahawh Hmông               |                                |
| 𖬺                              | <reserved-16B3A> | U+16B3A                        | Po, khác                       | Chữ Pahawh Hmông               |                                |
| 𖬻                              | <reserved-16B3B> | U+16B3B                        | Po, khác                       | Chữ Pahawh Hmông               |                                |
| 𖭄                              | <reserved-16B44> | U+16B44                        | Po, khác                       | Chữ Pahawh Hmông               |                                |
| ꡴                              | PHAGS-PA SINGLE HEAD MARK | U+A874                         | Po, khác                       | Chữ Phags-pa                   |                                |
| ꡵                              | PHAGS-PA DOUBLE HEAD MARK | U+A875                         | Po, khác                       | Chữ Phags-pa                   |                                |
| ꡶                              | PHAGS-PA MARK SHAD | U+A876                         | Po, khác                       | Chữ Phags-pa                   |                                |
| ꡷                              | PHAGS-PA MARK DOUBLE SHAD | U+A877                         | Po, khác                       | Chữ Phags-pa                   |                                |
| 𐤟                              | <reserved-1091F> | U+1091F                        | Po, khác                       | Chữ Phoenicia                  |                                |
| 𐮙                              | <reserved-10B99> | U+10B99                        | Po, khác                       | Chữ Psalter Pahlavi            |                                |
| 𐮚                              | <reserved-10B9A> | U+10B9A                        | Po, khác                       | Chữ Psalter Pahlavi            |                                |
| 𐮛                              | <reserved-10B9B> | U+10B9B                        | Po, khác                       | Chữ Psalter Pahlavi            |                                |
| 𐮜                              | <reserved-10B9C> | U+10B9C                        | Po, khác                       | Chữ Psalter Pahlavi            |                                |
| ꥟                              | REJANG SECTION MARK | U+A95F                         | Po, khác                       | Chữ Rejang                     |                                |
| ࠰                              | SAMARITAN PUNCTUATION NEQUDAA                                                                                                  | U+0830                         | Po, khác                       | Chữ Samari                     |                                |
| ࠱                              | SAMARITAN PUNCTUATION AFSAAQ                                                                                                   | U+0831                         | Po, khác                       | Chữ Samari                     |                                |
| ࠲                              | SAMARITAN PUNCTUATION ANGED | U+0832                         | Po, khác                       | Chữ Samari                     |                                |
| ࠳                              | SAMARITAN PUNCTUATION BAU | U+0833                         | Po, khác                       | Chữ Samari                     |                                |
| ࠴                              | SAMARITAN PUNCTUATION ATMAAU                                                                                                   | U+0834                         | Po, khác                       | Chữ Samari                     |                                |
| ࠵                              | SAMARITAN PUNCTUATION SHIYYAALAA                                                                                               | U+0835                         | Po, khác                       | Chữ Samari                     |                                |
| ࠶                              | SAMARITAN ABBREVIATION MARK | U+0836                         | Po, khác                       | Chữ Samari                     |                                |
| ࠷                              | SAMARITAN PUNCTUATION MELODIC QITSA                                                                                            | U+0837                         | Po, khác                       | Chữ Samari                     |                                |
| ࠸                              | SAMARITAN PUNCTUATION ZIQAA | U+0838                         | Po, khác                       | Chữ Samari                     |                                |
| ࠹                              | SAMARITAN PUNCTUATION QITSA | U+0839                         | Po, khác                       | Chữ Samari                     |                                |
| ࠺                              | SAMARITAN PUNCTUATION ZAEF | U+083A                         | Po, khác                       | Chữ Samari                     |                                |
| ࠻                              | SAMARITAN PUNCTUATION TURU | U+083B                         | Po, khác                       | Chữ Samari                     |                                |
| ࠼                              | SAMARITAN PUNCTUATION ARKAANU                                                                                                  | U+083C                         | Po, khác                       | Chữ Samari                     |                                |
| ࠽                              | SAMARITAN PUNCTUATION SOF MASHFAAT                                                                                             | U+083D                         | Po, khác                       | Chữ Samari                     |                                |
| ࠾                              | SAMARITAN PUNCTUATION ANNAAU                                                                                                   | U+083E                         | Po, khác                       | Chữ Samari                     |                                |
| ꣎                              | SAURASHTRA DANDA | U+A8CE                         | Po, khác                       | Chữ Saurashtra                 |                                |
| ꣏                              | SAURASHTRA DOUBLE DANDA | U+A8CF                         | Po, khác                       | Chữ Saurashtra                 |                                |
| 𑇅                              | <reserved-111C5> | U+111C5                        | Po, khác                       | Chữ Sharada                    |                                |
| 𑇆                              | <reserved-111C6> | U+111C6                        | Po, khác                       | Chữ Sharada                    |                                |
| 𑇇                              | <reserved-111C7> | U+111C7                        | Po, khác                       | Chữ Sharada                    |                                |
| 𑇈                              | <reserved-111C8> | U+111C8                        | Po, khác                       | Chữ Sharada                    |                                |
| 𑇍                              | <reserved-111CD> | U+111CD                        | Po, khác                       | Chữ Sharada                    |                                |
| 𑇛                              | <reserved-111DB> | U+111DB                        | Po, khác                       | Chữ Sharada                    |                                |
| 𑇝                              | <reserved-111DD> | U+111DD                        | Po, khác                       | Chữ Sharada                    |                                |
| 𑇞                              | <reserved-111DE> | U+111DE                        | Po, khác                       | Chữ Sharada                    |                                |
| 𑇟                              | <reserved-111DF> | U+111DF                        | Po, khác                       | Chữ Sharada                    |                                |
| 𑗁                              | <reserved-115C1> | U+115C1                        | Po, khác                       | Chữ Tất-đàm                    |                                |
| 𑗂                              | <reserved-115C2> | U+115C2                        | Po, khác                       | Chữ Tất-đàm                    |                                |
| 𑗃                              | <reserved-115C3> | U+115C3                        | Po, khác                       | Chữ Tất-đàm                    |                                |
| 𑗄                              | <reserved-115C4> | U+115C4                        | Po, khác                       | Chữ Tất-đàm                    |                                |
| 𑗅                              | <reserved-115C5> | U+115C5                        | Po, khác                       | Chữ Tất-đàm                    |                                |
| 𑗆                              | <reserved-115C6> | U+115C6                        | Po, khác                       | Chữ Tất-đàm                    |                                |
| 𑗇                              | <reserved-115C7> | U+115C7                        | Po, khác                       | Chữ Tất-đàm                    |                                |
| 𑗈                              | <reserved-115C8> | U+115C8                        | Po, khác                       | Chữ Tất-đàm                    |                                |
| 𑗉                              | <reserved-115C9> | U+115C9                        | Po, khác                       | Chữ Tất-đàm                    |                                |
| 𑗊                              | <reserved-115CA> | U+115CA                        | Po, khác                       | Chữ Tất-đàm                    |                                |
| 𑗋                              | <reserved-115CB> | U+115CB                        | Po, khác                       | Chữ Tất-đàm                    |                                |
| 𑗌                              | <reserved-115CC> | U+115CC                        | Po, khác                       | Chữ Tất-đàm                    |                                |
| 𑗍                              | <reserved-115CD> | U+115CD                        | Po, khác                       | Chữ Tất-đàm                    |                                |
| 𑗎                              | <reserved-115CE> | U+115CE                        | Po, khác                       | Chữ Tất-đàm                    |                                |
| 𑗏                              | <reserved-115CF> | U+115CF                        | Po, khác                       | Chữ Tất-đàm                    |                                |
| 𑗐                              | <reserved-115D0> | U+115D0                        | Po, khác                       | Chữ Tất-đàm                    |                                |
| 𑗑                              | <reserved-115D1> | U+115D1                        | Po, khác                       | Chữ Tất-đàm                    |                                |
| 𑗒                              | <reserved-115D2> | U+115D2                        | Po, khác                       | Chữ Tất-đàm                    |                                |
| 𑗓                              | <reserved-115D3> | U+115D3                        | Po, khác                       | Chữ Tất-đàm                    |                                |
| 𑗔                              | <reserved-115D4> | U+115D4                        | Po, khác                       | Chữ Tất-đàm                    |                                |
| 𑗕                              | <reserved-115D5> | U+115D5                        | Po, khác                       | Chữ Tất-đàm                    |                                |
| 𑗖                              | <reserved-115D6> | U+115D6                        | Po, khác                       | Chữ Tất-đàm                    |                                |
| 𑗗                              | <reserved-115D7> | U+115D7                        | Po, khác                       | Chữ Tất-đàm                    |                                |
| 𝪇                              | <reserved-1DA87> | U+1DA87                        | Po, khác                       | Chữ viết Ký hiệu               |                                |
| 𝪈                              | <reserved-1DA88> | U+1DA88                        | Po, khác                       | Chữ viết Ký hiệu               |                                |
| 𝪉                              | <reserved-1DA89> | U+1DA89                        | Po, khác                       | Chữ viết Ký hiệu               |                                |
| 𝪊                              | <reserved-1DA8A> | U+1DA8A                        | Po, khác                       | Chữ viết Ký hiệu               |                                |
| 𝪋                              | <reserved-1DA8B> | U+1DA8B                        | Po, khác                       | Chữ viết Ký hiệu               |                                |
| ෴                              | SINHALA PUNCTUATION KUNDDALIYA                                                                                                 | U+0DF4                         | Po, khác                       | Chữ Sinhala                    |                                |
| 𐽕                              | <reserved-10F55> | U+10F55                        | Po, khác                       | Chữ Sogdiana                   |                                |
| 𐽖                              | <reserved-10F56> | U+10F56                        | Po, khác                       | Chữ Sogdiana                   |                                |
| 𐽗                              | <reserved-10F57> | U+10F57                        | Po, khác                       | Chữ Sogdiana                   |                                |
| 𐽘                              | <reserved-10F58> | U+10F58                        | Po, khác                       | Chữ Sogdiana                   |                                |
| 𐽙                              | <reserved-10F59> | U+10F59                        | Po, khác                       | Chữ Sogdiana                   |                                |
| 𑪚                              | <reserved-11A9A> | U+11A9A                        | Po, khác                       | Chữ Soyombo                    |                                |
| 𑪛                              | <reserved-11A9B> | U+11A9B                        | Po, khác                       | Chữ Soyombo                    |                                |
| 𑪜                              | <reserved-11A9C> | U+11A9C                        | Po, khác                       | Chữ Soyombo                    |                                |
| 𑪞                              | <reserved-11A9E> | U+11A9E                        | Po, khác                       | Chữ Soyombo                    |                                |
| 𑪟                              | <reserved-11A9F> | U+11A9F                        | Po, khác                       | Chữ Soyombo                    |                                |
| 𑪠                              | <reserved-11AA0> | U+11AA0                        | Po, khác                       | Chữ Soyombo                    |                                |
| 𑪡                              | <reserved-11AA1> | U+11AA1                        | Po, khác                       | Chữ Soyombo                    |                                |
| 𑪢                              | <reserved-11AA2> | U+11AA2                        | Po, khác                       | Chữ Soyombo                    |                                |
| ᳀                              | SUNDANESE PUNCTUATION BINDU SURYA                                                                                              | U+1CC0                         | Po, khác                       | Chữ Sundan                     |                                |
| ᳁                              | SUNDANESE PUNCTUATION BINDU PANGLONG                                                                                           | U+1CC1                         | Po, khác                       | Chữ Sundan                     |                                |
| ᳂                              | SUNDANESE PUNCTUATION BINDU PURNAMA                                                                                            | U+1CC2                         | Po, khác                       | Chữ Sundan                     |                                |
| ᳃                              | SUNDANESE PUNCTUATION BINDU CAKRA                                                                                              | U+1CC3                         | Po, khác                       | Chữ Sundan                     |                                |
| ᳄                              | SUNDANESE PUNCTUATION BINDU LEU SATANGA                                                                                        | U+1CC4                         | Po, khác                       | Chữ Sundan                     |                                |
| ᳅                              | SUNDANESE PUNCTUATION BINDU KA SATANGA                                                                                         | U+1CC5                         | Po, khác                       | Chữ Sundan                     |                                |
| ᳆                              | SUNDANESE PUNCTUATION BINDU DA SATANGA                                                                                         | U+1CC6                         | Po, khác                       | Chữ Sundan                     |                                |
| ᳇                              | SUNDANESE PUNCTUATION BINDU BA SATANGA                                                                                         | U+1CC7                         | Po, khác                       | Chữ Sundan                     |                                |
| ܀                              | SYRIAC END OF PARAGRAPH | U+0700                         | Po, khác                       | Chữ Syriac                     |                                |
| ܁                              | SYRIAC SUPRALINEAR FULL STOP                                                                                                   | U+0701                         | Po, khác                       | Chữ Syriac                     |                                |
| ܂                              | SYRIAC SUBLINEAR FULL STOP | U+0702                         | Po, khác                       | Chữ Syriac                     |                                |
| ܃                              | SYRIAC SUPRALINEAR COLON | U+0703                         | Po, khác                       | Chữ Syriac                     |                                |
| ܄                              | SYRIAC SUBLINEAR COLON | U+0704                         | Po, khác                       | Chữ Syriac                     |                                |
| ܅                              | SYRIAC HORIZONTAL COLON | U+0705                         | Po, khác                       | Chữ Syriac                     |                                |
| ܆                              | SYRIAC COLON SKEWED LEFT | U+0706                         | Po, khác                       | Chữ Syriac                     |                                |
| ܇                              | SYRIAC COLON SKEWED RIGHT | U+0707                         | Po, khác                       | Chữ Syriac                     |                                |
| ܈                              | SYRIAC SUPRALINEAR COLON SKEWED LEFT                                                                                           | U+0708                         | Po, khác                       | Chữ Syriac                     |                                |
| ܉                              | SYRIAC SUBLINEAR COLON SKEWED RIGHT                                                                                            | U+0709                         | Po, khác                       | Chữ Syriac                     |                                |
| ܊                              | SYRIAC CONTRACTION | U+070A                         | Po, khác                       | Chữ Syriac                     |                                |
| ܋                              | SYRIAC HARKLEAN OBELUS | U+070B                         | Po, khác                       | Chữ Syriac                     |                                |
| ܌                              | SYRIAC HARKLEAN METOBELUS | U+070C                         | Po, khác                       | Chữ Syriac                     |                                |
| ܍                              | SYRIAC HARKLEAN ASTERISCUS | U+070D                         | Po, khác                       | Chữ Syriac                     |                                |
| ᪠                              | TAI THAM SIGN WIANG | U+1AA0                         | Po, khác                       | Chữ Tai Tham                   |                                |
| ᪡                              | TAI THAM SIGN WIANGWAAK | U+1AA1                         | Po, khác                       | Chữ Tai Tham                   |                                |
| ᪢                              | TAI THAM SIGN SAWAN | U+1AA2                         | Po, khác                       | Chữ Tai Tham                   |                                |
| ᪣                              | TAI THAM SIGN KEOW | U+1AA3                         | Po, khác                       | Chữ Tai Tham                   |                                |
| ᪤                              | TAI THAM SIGN HOY | U+1AA4                         | Po, khác                       | Chữ Tai Tham                   |                                |
| ᪥                              | TAI THAM SIGN DOKMAI | U+1AA5                         | Po, khác                       | Chữ Tai Tham                   |                                |
| ᪦                              | TAI THAM SIGN REVERSED ROTATED RANA                                                                                            | U+1AA6                         | Po, khác                       | Chữ Tai Tham                   |                                |
| ᪨                              | TAI THAM SIGN KAAN | U+1AA8                         | Po, khác                       | Chữ Tai Tham                   |                                |
| ᪩                              | TAI THAM SIGN KAANKUU | U+1AA9                         | Po, khác                       | Chữ Tai Tham                   |                                |
| ᪪                              | TAI THAM SIGN SATKAAN | U+1AAA                         | Po, khác                       | Chữ Tai Tham                   |                                |
| ᪫                              | TAI THAM SIGN SATKAANKUU | U+1AAB                         | Po, khác                       | Chữ Tai Tham                   |                                |
| ᪬                              | TAI THAM SIGN HANG | U+1AAC                         | Po, khác                       | Chữ Tai Tham                   |                                |
| ᪭                              | TAI THAM SIGN CAANG | U+1AAD                         | Po, khác                       | Chữ Tai Tham                   |                                |
| ꫞                              | TAI VIET SYMBOL HO HOI | U+AADE                         | Po, khác                       | Chữ Thái Việt                  |                                |
| ꫟                              | TAI VIET SYMBOL KOI KOI | U+AADF                         | Po, khác                       | Chữ Thái Việt                  |                                |
| 𑿿                              | <reserved-11FFF> | U+11FFF                        | Po, khác                       | Chữ Tamil                      |                                |
| ౷                              | TELUGU SIGN SIDDHAM | U+0C77                         | Po, khác                       | Chữ Telugu                     |                                |
| ๏                              | THAI CHARACTER FONGMAN | U+0E4F                         | Po, khác                       | Chữ Thái                       |                                |
| ๚                              | THAI CHARACTER ANGKHANKHU | U+0E5A                         | Po, khác                       | Chữ Thái                       |                                |
| ๛                              | THAI CHARACTER KHOMUT | U+0E5B                         | Po, khác                       | Chữ Thái                       |                                |
| ༄                              | TIBETAN MARK INITIAL YIG MGO MDUN MA                                                                                           | U+0F04                         | Po, khác                       | Chữ Tây Tạng                   |                                |
| ༅                              | TIBETAN MARK CLOSING YIG MGO SGAB MA                                                                                           | U+0F05                         | Po, khác                       | Chữ Tây Tạng                   |                                |
| ༆                              | TIBETAN MARK CARET YIG MGO PHUR SHAD MA                                                                                        | U+0F06                         | Po, khác                       | Chữ Tây Tạng                   |                                |
| ༇                              | TIBETAN MARK YIG MGO TSHEG SHAD MA                                                                                             | U+0F07                         | Po, khác                       | Chữ Tây Tạng                   |                                |
| ༈                              | TIBETAN MARK SBRUL SHAD | U+0F08                         | Po, khác                       | Chữ Tây Tạng                   |                                |
| ༉                              | TIBETAN MARK BSKUR YIG MGO | U+0F09                         | Po, khác                       | Chữ Tây Tạng                   |                                |
| ༊                              | TIBETAN MARK BKA- SHOG YIG MGO                                                                                                 | U+0F0A                         | Po, khác                       | Chữ Tây Tạng                   |                                |
| ་                              | TIBETAN MARK INTERSYLLABIC TSHEG                                                                                               | U+0F0B                         | Po, khác                       | Chữ Tây Tạng                   |                                |
| ༌                              | TIBETAN MARK DELIMITER TSHEG BSTAR                                                                                             | U+0F0C                         | Po, khác                       | Chữ Tây Tạng                   |                                |
| །                              | TIBETAN MARK SHAD | U+0F0D                         | Po, khác                       | Chữ Tây Tạng                   |                                |
| ༎                              | TIBETAN MARK NYIS SHAD | U+0F0E                         | Po, khác                       | Chữ Tây Tạng                   |                                |
| ༏                              | TIBETAN MARK TSHEG SHAD | U+0F0F                         | Po, khác                       | Chữ Tây Tạng                   |                                |
| ༐                              | TIBETAN MARK NYIS TSHEG SHAD                                                                                                   | U+0F10                         | Po, khác                       | Chữ Tây Tạng                   |                                |
| ༑                              | TIBETAN MARK RIN CHEN SPUNGS SHAD                                                                                              | U+0F11                         | Po, khác                       | Chữ Tây Tạng                   |                                |
| ༒                              | TIBETAN MARK RGYA GRAM SHAD | U+0F12                         | Po, khác                       | Chữ Tây Tạng                   |                                |
| ༔                              | TIBETAN MARK GTER TSHEG | U+0F14                         | Po, khác                       | Chữ Tây Tạng                   |                                |
| ྅                              | TIBETAN MARK PALUTA | U+0F85                         | Po, khác                       | Chữ Tây Tạng                   |                                |
| ࿐                              | TIBETAN MARK BSKA- SHOG GI MGO RGYAN                                                                                           | U+0FD0                         | Po, khác                       | Chữ Tây Tạng                   |                                |
| ࿑                              | TIBETAN MARK MNYAM YIG GI MGO RGYAN                                                                                            | U+0FD1                         | Po, khác                       | Chữ Tây Tạng                   |                                |
| ࿒                              | TIBETAN MARK NYIS TSHEG | U+0FD2                         | Po, khác                       | Chữ Tây Tạng                   |                                |
| ࿓                              | TIBETAN MARK INITIAL BRDA RNYING YIG MGO MDUN MA                                                                               | U+0FD3                         | Po, khác                       | Chữ Tây Tạng                   |                                |
| ࿔                              | TIBETAN MARK CLOSING BRDA RNYING YIG MGO SGAB MA                                                                               | U+0FD4                         | Po, khác                       | Chữ Tây Tạng                   |                                |
| ࿙                              | TIBETAN MARK LEADING MCHAN RTAGS                                                                                               | U+0FD9                         | Po, khác                       | Chữ Tây Tạng                   |                                |
| ࿚                              | TIBETAN MARK TRAILING MCHAN RTAGS                                                                                              | U+0FDA                         | Po, khác                       | Chữ Tây Tạng                   |                                |
| ⵰                              | TIFINAGH SEPARATOR MARK | U+2D70                         | Po, khác                       | Chữ Tifinagh                   |                                |
| 𑓆                              | <reserved-114C6> | U+114C6                        | Po, khác                       | Chữ Tirhuta                    |                                |
| 𐎟                              | <reserved-1039F> | U+1039F                        | Po, khác                       | Chữ Ugarit                     |                                |
| ꘍                              | VAI COMMA | U+A60D                         | Po, khác                       | Chữ Vai                        |                                |
| ꘎                              | VAI FULL STOP | U+A60E                         | Po, khác                       | Chữ Vai                        |                                |
| ꘏                              | VAI QUESTION MARK | U+A60F                         | Po, khác                       | Chữ Vai                        |                                |
| 𑨿                              | <reserved-11A3F> | U+11A3F                        | Po, khác                       | Chữ vuông Zanabazar            |                                |
| 𑩀                              | <reserved-11A40> | U+11A40                        | Po, khác                       | Chữ vuông Zanabazar            |                                |
| 𑩁                              | <reserved-11A41> | U+11A41                        | Po, khác                       | Chữ vuông Zanabazar            |                                |
| 𑩂                              | <reserved-11A42> | U+11A42                        | Po, khác                       | Chữ vuông Zanabazar            |                                |
| 𑩃                              | <reserved-11A43> | U+11A43                        | Po, khác                       | Chữ vuông Zanabazar            |                                |
| 𑩄                              | <reserved-11A44> | U+11A44                        | Po, khác                       | Chữ vuông Zanabazar            |                                |
| 𑩅                              | <reserved-11A45> | U+11A45                        | Po, khác                       | Chữ vuông Zanabazar            |                                |
| 𑩆                              | <reserved-11A46> | U+11A46                        | Po, khác                       | Chữ vuông Zanabazar            |                                |
| ࡞                              | MANDAIC PUNCTUATION | U+085E                         | Po, khác                       | Chữ Manda                      |                                |